# Santa Maria sopra Minerva
De Basilica Santa Maria sopra Minerva (Ned.:Basiliek van Maria, gebouwd over de tempel van Minerva) is een basiliek in Rome. Ze ligt aan de Piazza della Minerva op het Marsveld, vlak bij het Pantheon. De Santa Maria sopra Minerva is de enige gotische kerk in het centrum van Rome; de voorgevel stamt echter uit de renaissance.

## Bouwgeschiedenis

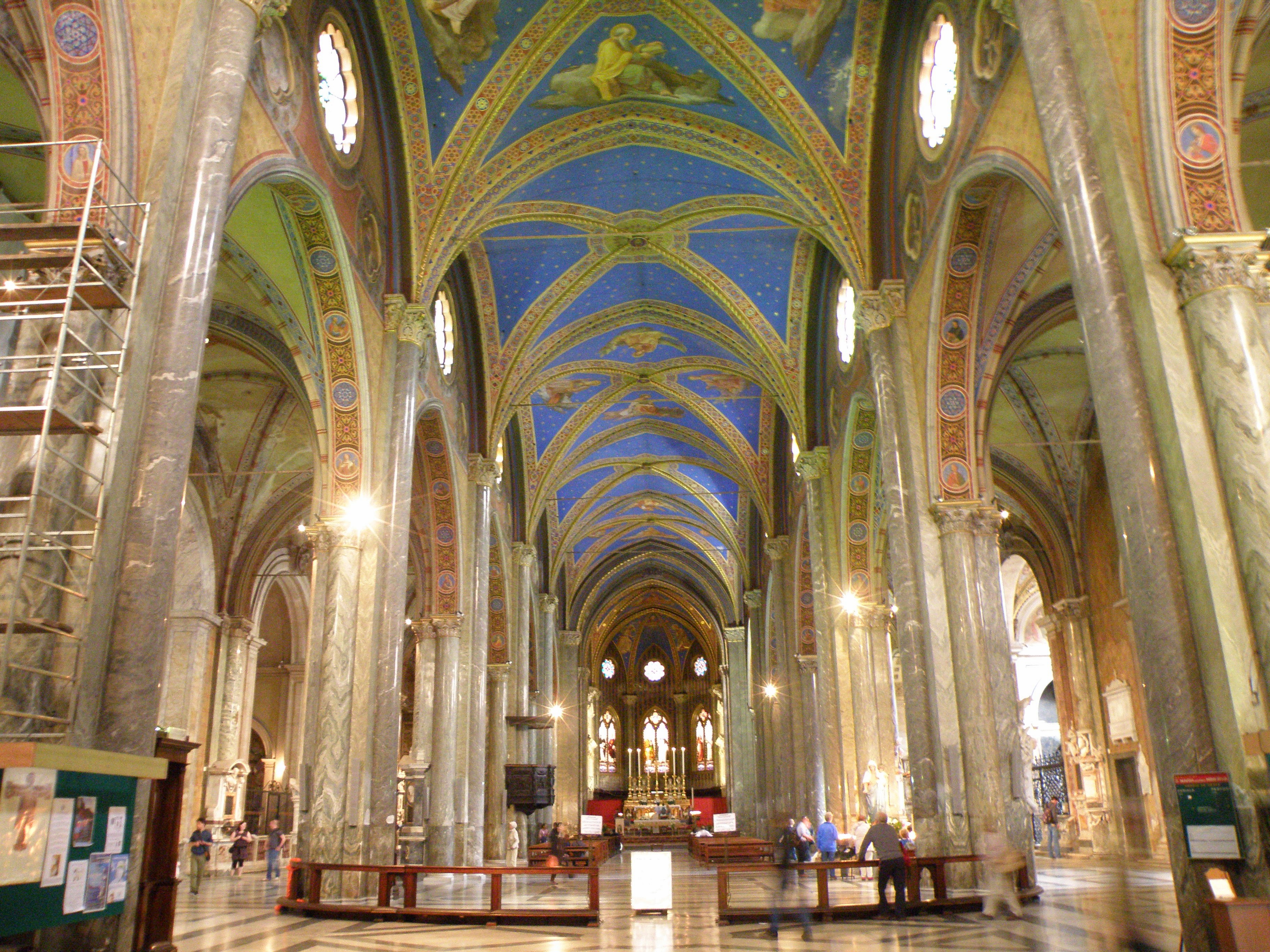
interieur van de basiliek
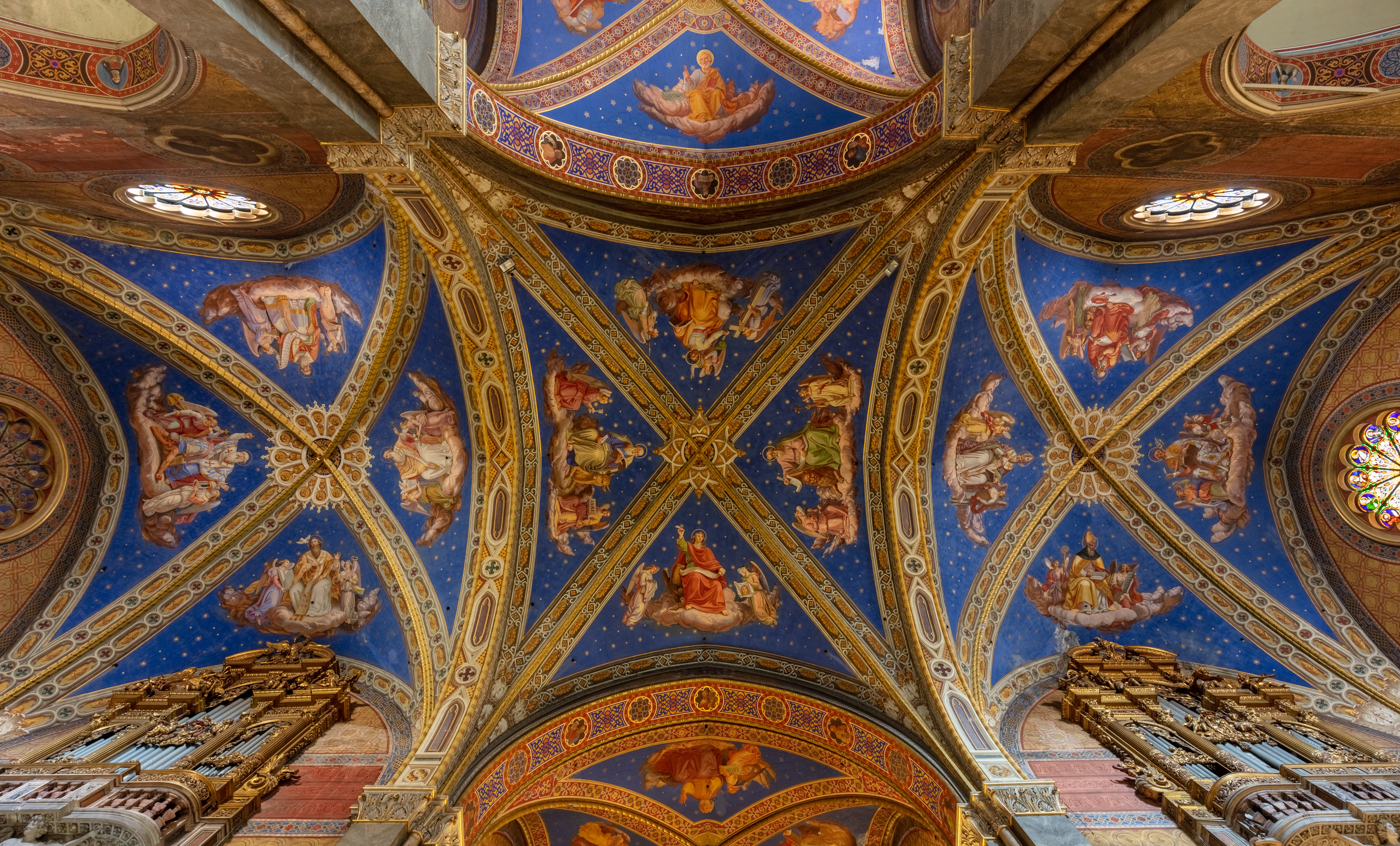
fresco's op het kruisgewelf
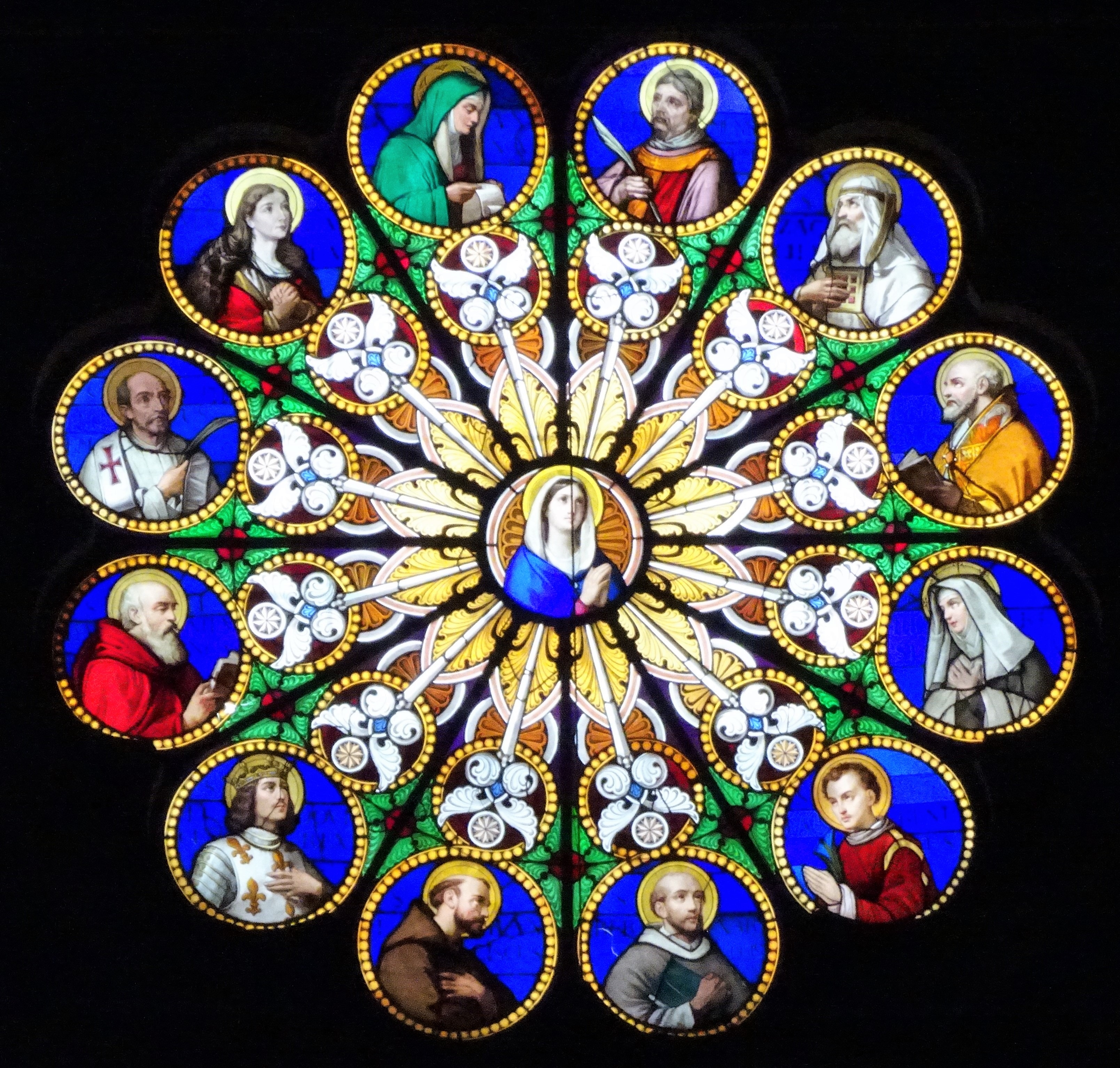
roosvenster boven de middelste deur

Monialen (vrouwelijke monniken) die waren overgekomen vanuit het Oosten richtten op deze plaats reeds in het midden van de 8ste eeuw een kleine kerk op, bovenop de resten van antieke gebouwen. Eigenlijk bezette de kerk een deel van de Saepta Julia, maar de onmiddellijke nabijheid van de Tempel van Isis en Serapis en vooral de 200 meter verderop gelegen Tempel van Minerva Chalcidica leefde sterker door in de herinnering en gaf de kerk haar toenaam "sopra Minerva" (bovenop Minerva). In 1275 kreeg de orde der dominicanen of predikheren deze kerk toegekend evenals het ernaast gelegen klooster.
De eerste kerk werd in 1280 vervangen door het huidige gebouw in gotische stijl - de enige gotische kerk in het centrum van Rome. Ze werd ontworpen door twee leden van de dominicaner orde: Fra Sisto en Fra Ristoro. Uit 1453 dateren de gevel in renaissancestijl evenals de kruisgewelven van het middenschip, waar de dakstoel tot dan toe open was gebleven. In het begin van de 17de eeuw bracht Carlo Maderno barokdecoraties (verguld stucwerk) aan in het interieur, maar in het midden van de 19de eeuw werden die toevoegingen opnieuw verwijderd en kreeg de kerk haar huidige uitzicht.
In de loop der eeuwen werden de zijkapellen ingericht in opdracht van bekende families van de hoogste Romeinse adel:  Aldobrandini, Caffarelli, Colonna, de'Medici, Orsini enz. De realisaties van vooraanstaande kunstenaars als Andrea Bregno, Filippino Lippi, Michelangelo, Carlo Maderno en Gian Lorenzo Bernini maken van deze kerk haast een museum. De glasin-loodramen dateren uit de 19de eeuw.

## De gevel

grondplan

De gevel is in eenvoudige renaissancestijl. Hij dateert uit 1453 maar werd in de loop der eeuwen enkele malen gewijzigd. De drie poorten stemmen overeen met de drie schepen van het interieur. Boven elke poort is een rond venster ("oculus").
Boven het driehoekige timpaan van de centrale poort prijkt het wapenschild van paus Pius V die deze kerk in 1566 verhief tot basilica minor, en die er in 1557 de eerste kardinaal-titularis van was.
Uiterst rechts op de voorgevel zijn zes inscripties ingewerkt die aanduiden tot op welke hoogte de Tiber was gestegen bij overstromingen. De oudste inscriptie dateert van 1422 en de recentste van 1870. De hoogste dateert van 1598, toen het peil van de rivier 195,56 meter was gestegen.

## Plan
De kerk is ingedeeld in een breed middenschip  dat door rijzige zuilen is afgescheiden van de twee smallere zijschepen. Deze zuilen zijn in de 19de eeuw bekleed met marmer. Op beide zijschepen sluiten 6 zijkapellen aan. Andere zijkapellen sluiten aan op de dwarsbeuk, namelijk aan de twee uiteinden ervan en aan weerszijden van het priesterkoor.
Het gewelf bestaat uit kruisgewelven, typisch voor een gotische kerk. Deze kruisgewelven dateren pas uit het midden van de 15de eeuw; voordien was de dakstoel open en was het middenschip veel hoger. In de 19de eeuw werd dit kruisgewelf blauw beschilderd en met een gouden sterrenhemel overdekt. De traveeën boven de viering dragen figuratieve fresco's.

## Priesterkoor

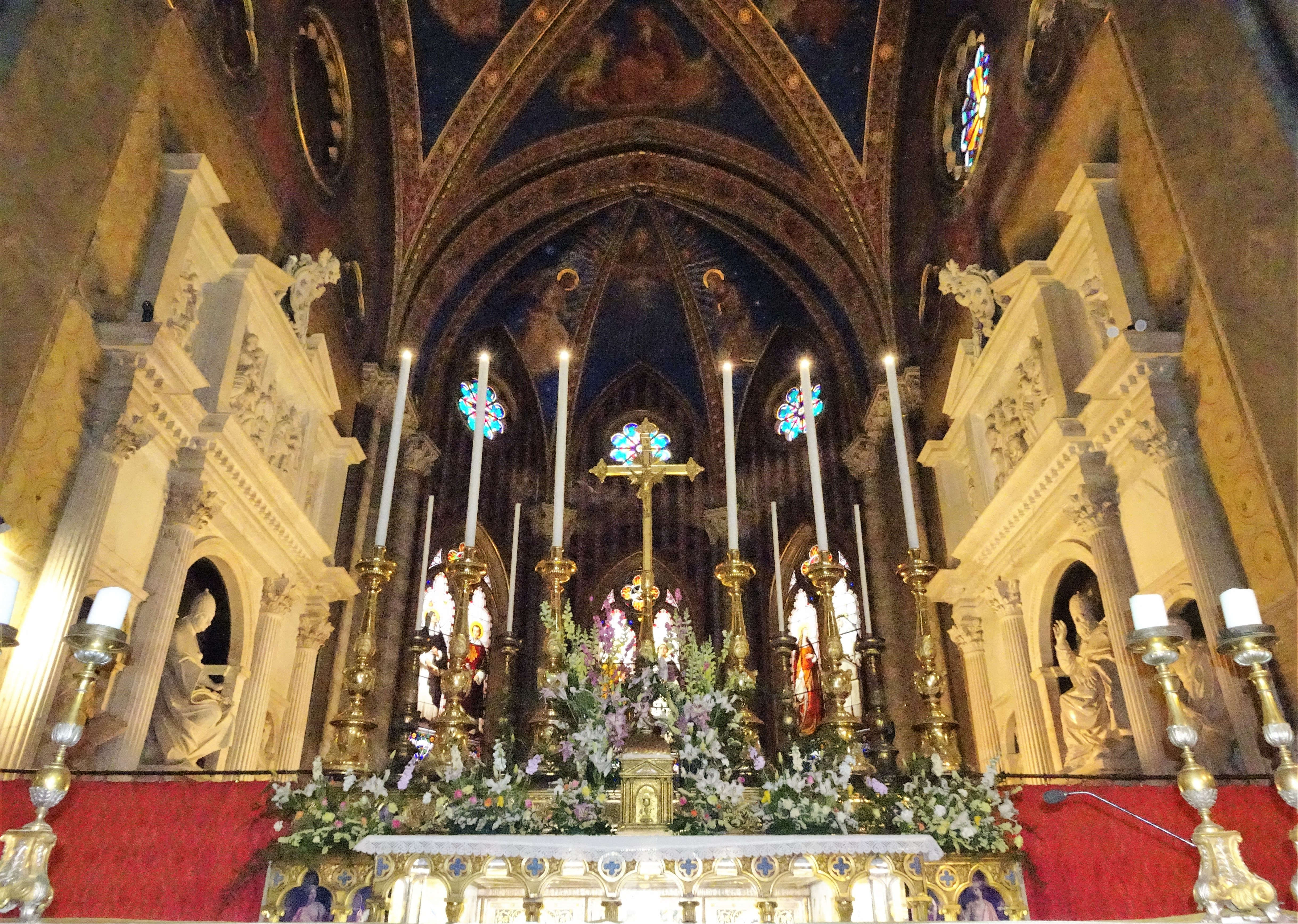
priesterkoor
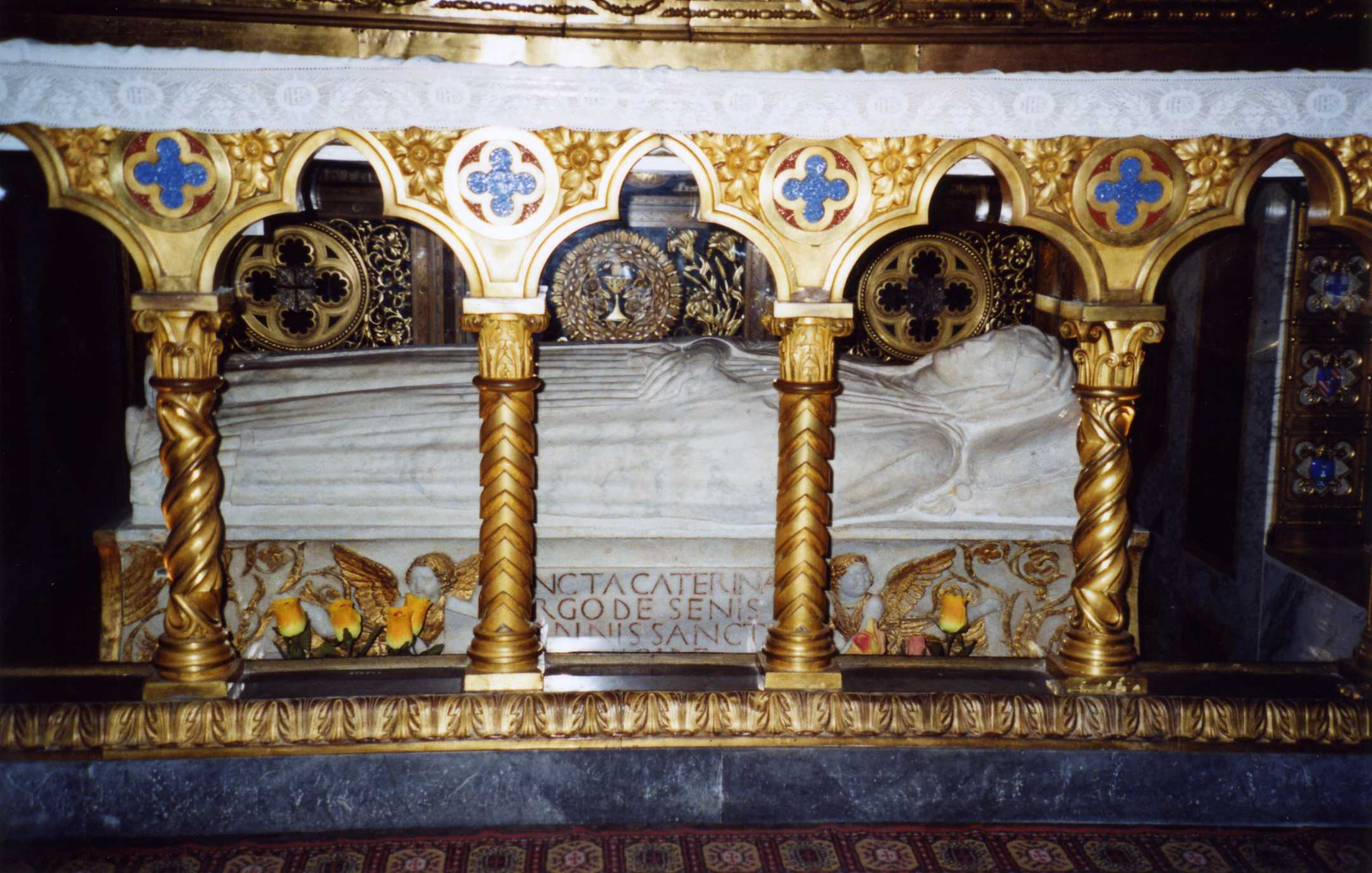
grafmonument van Catharina van Siena
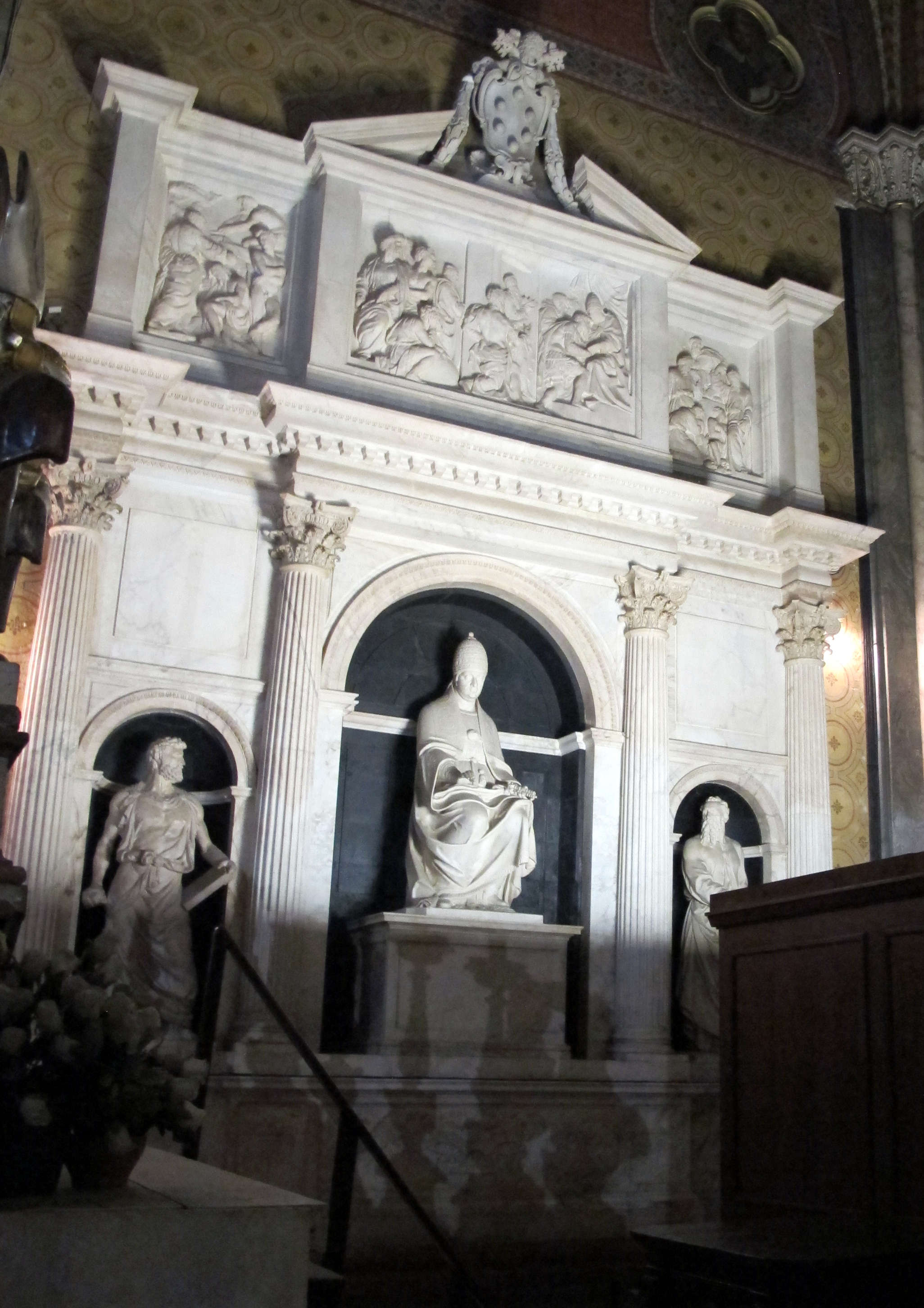
grafmonument van paus Leo X
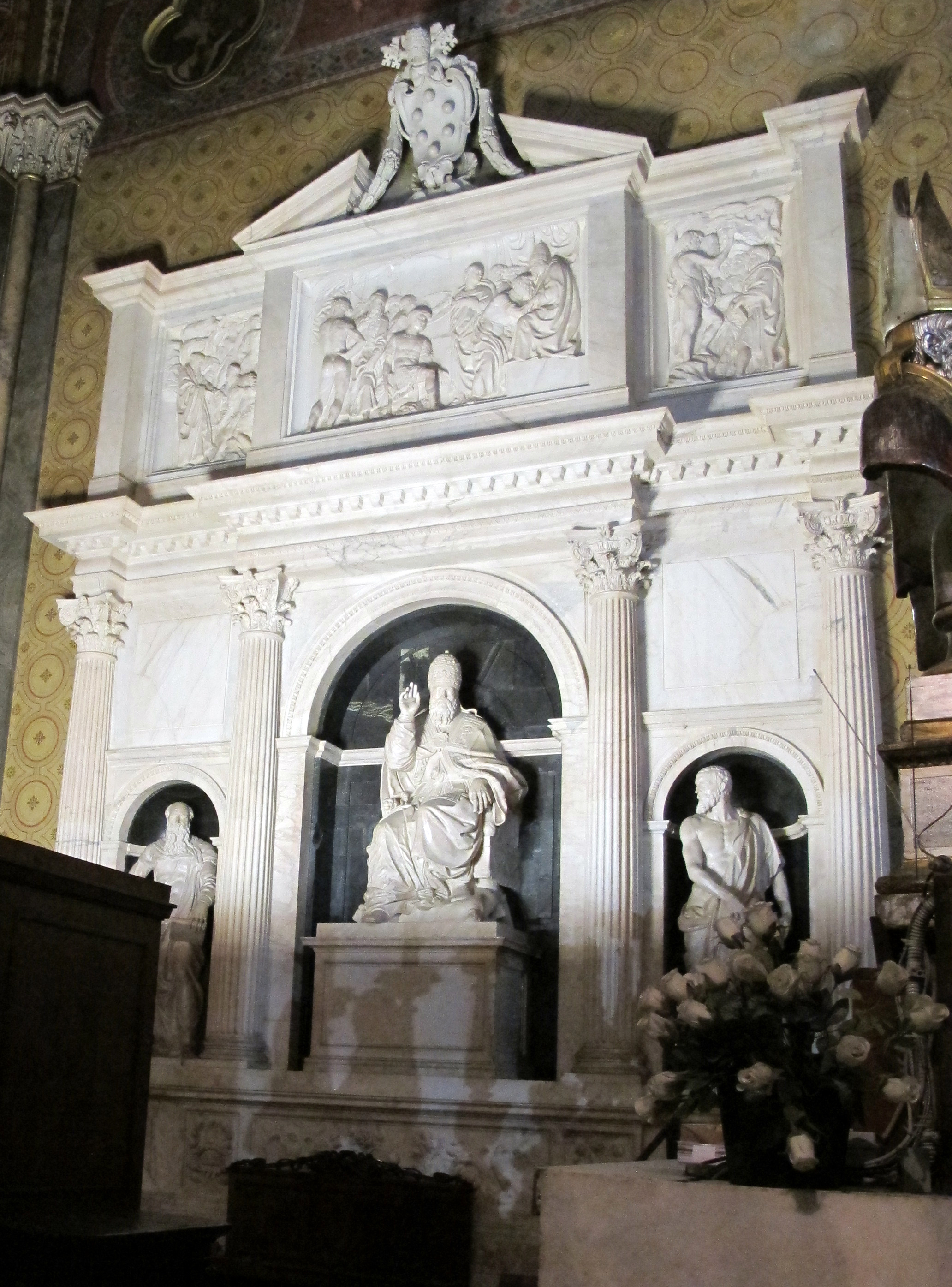
grafmonument van paus Clemens VII
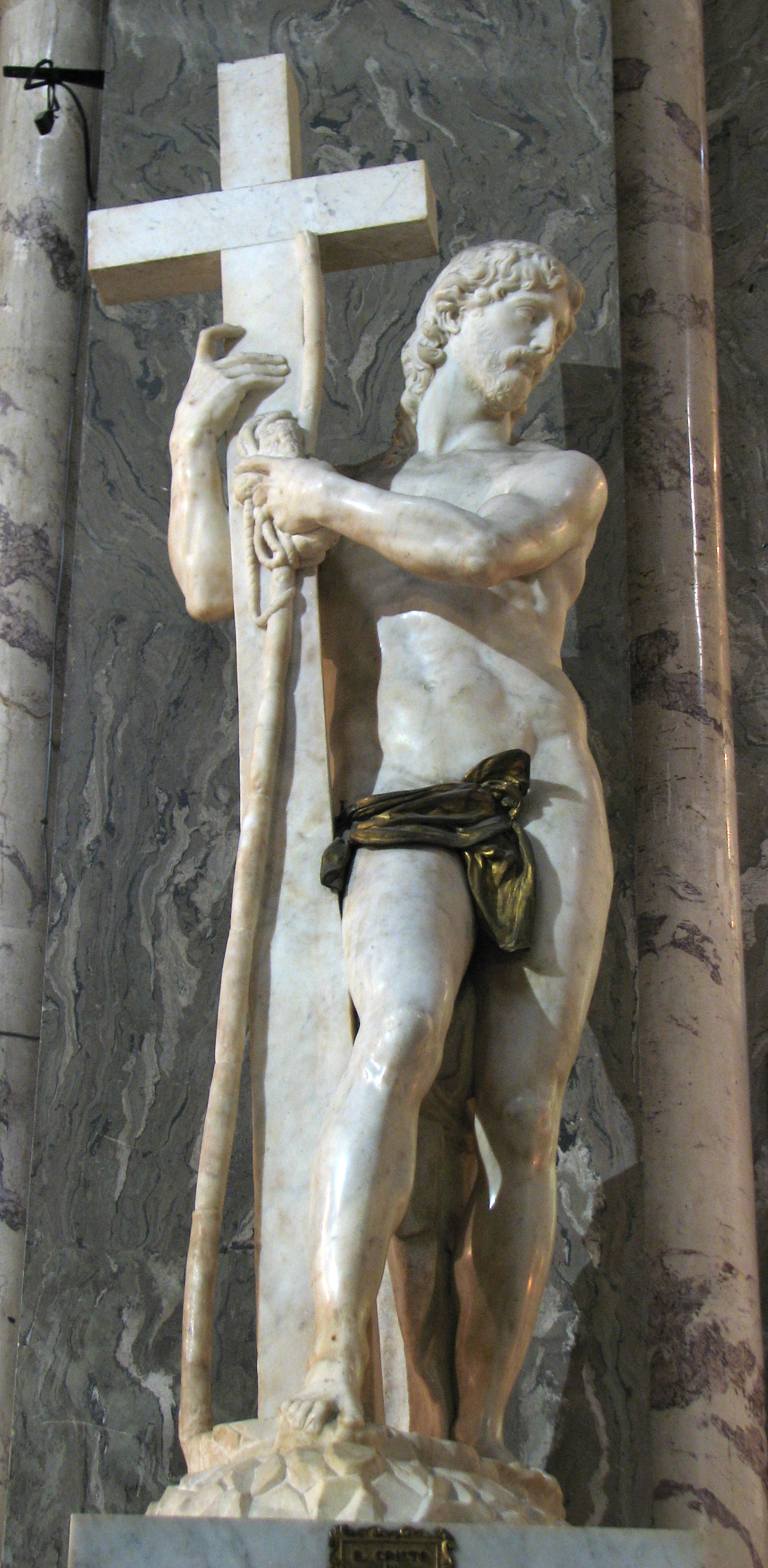
Michelangelo: Christus de Verlosser

Onder het hoofdaltaar is het witmarmeren grafmonument voor de heilige Catharina van Siena. Deze mystica leefde van 1347 tot 1380 en was lid van de zgn. mantellate, lekenorde van de dominicanen. Zij werd heilig verklaard in 1461 en is sinds 1866 mede-patrones van Rome, sinds 1939 patrones van Italië en sinds 1999 ook van Europa. In dit graf rust haar stoffelijk overschot op de schedel na die in 1385 aan haar geboortestad Siena werd geschonken. Het grafmonument dateert uit 1430 en wordt toegeschreven aan de kunstenaar Isaia da Pisa.
Achter het hoofdaltaar bevindt zich de grafmonumenten (1536-1541) voor de twee pausen van de Florentijnse familie de'Medici:  
- aan de linkerzijde het grafmonument van paus Leo X, waarop de paus troont tussen Petrus en Paulus;
- aan de rechterzijde het grafmonument van diens neef paus Clemens VII, met de paus tronend tussen Johannes de Doper en Johannes de Evangelist.

Links van het hoofdaltaar, tegen de scheidingsmuur met de vestibule aan, staat het marmeren beeldhouwwerk Christus de Verlosser (ook genoemd de Verrezen Christus ) uit 1519-1521. Dit werk was aangevat door Michelangelo maar werd voltooid door een van zijn leerlingen. Die afwerking viel echter niet in de smaak en werd nadien nog bijgewerkt. De lendendoek in verguld brons werd later toegevoegd om Christus' naaktheid te bedekken. Hij verschijnt als verrezen uit de dood en omhelst het kruis terwijl hij ook andere verwijzingen naar zijn marteling vasthoudt: de spons waarmee Zijn dorst werd gestild en de lans die in Zijn zijde werd gestoken om de dood vast te stellen. 

## De Carafa-kapel

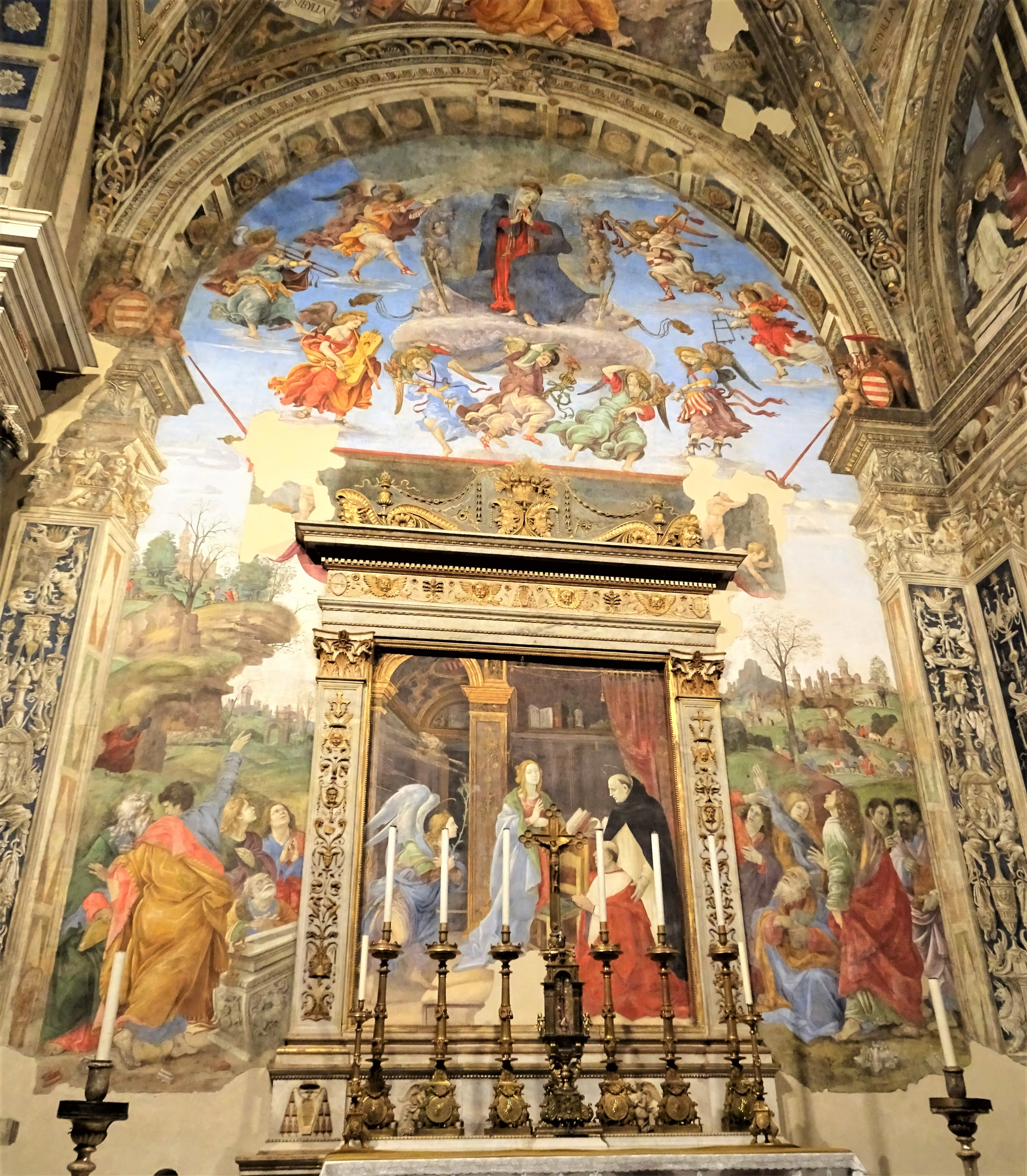
de altaarwand van de Carafa-kapel
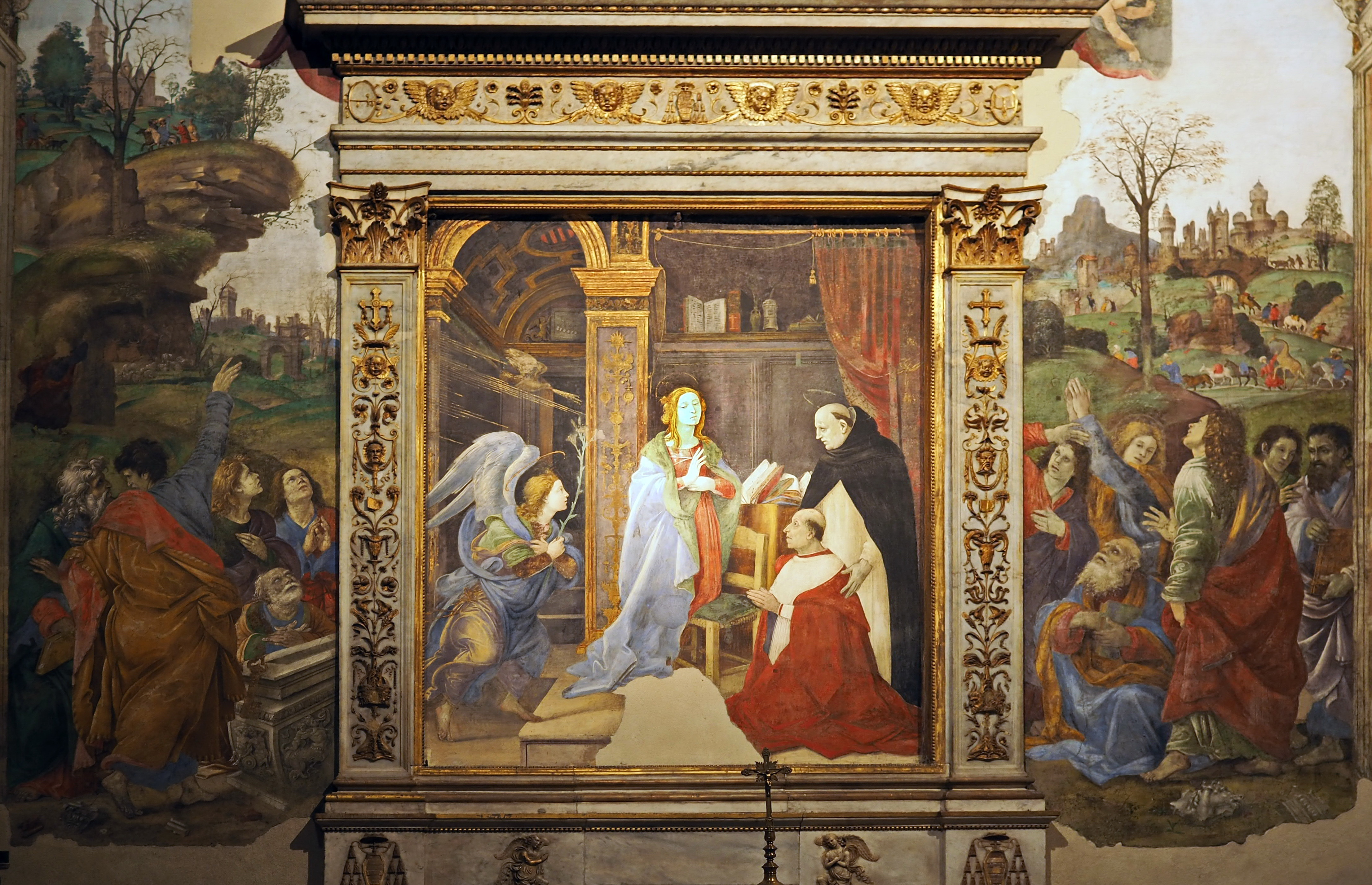
de Boodschap aan Maria
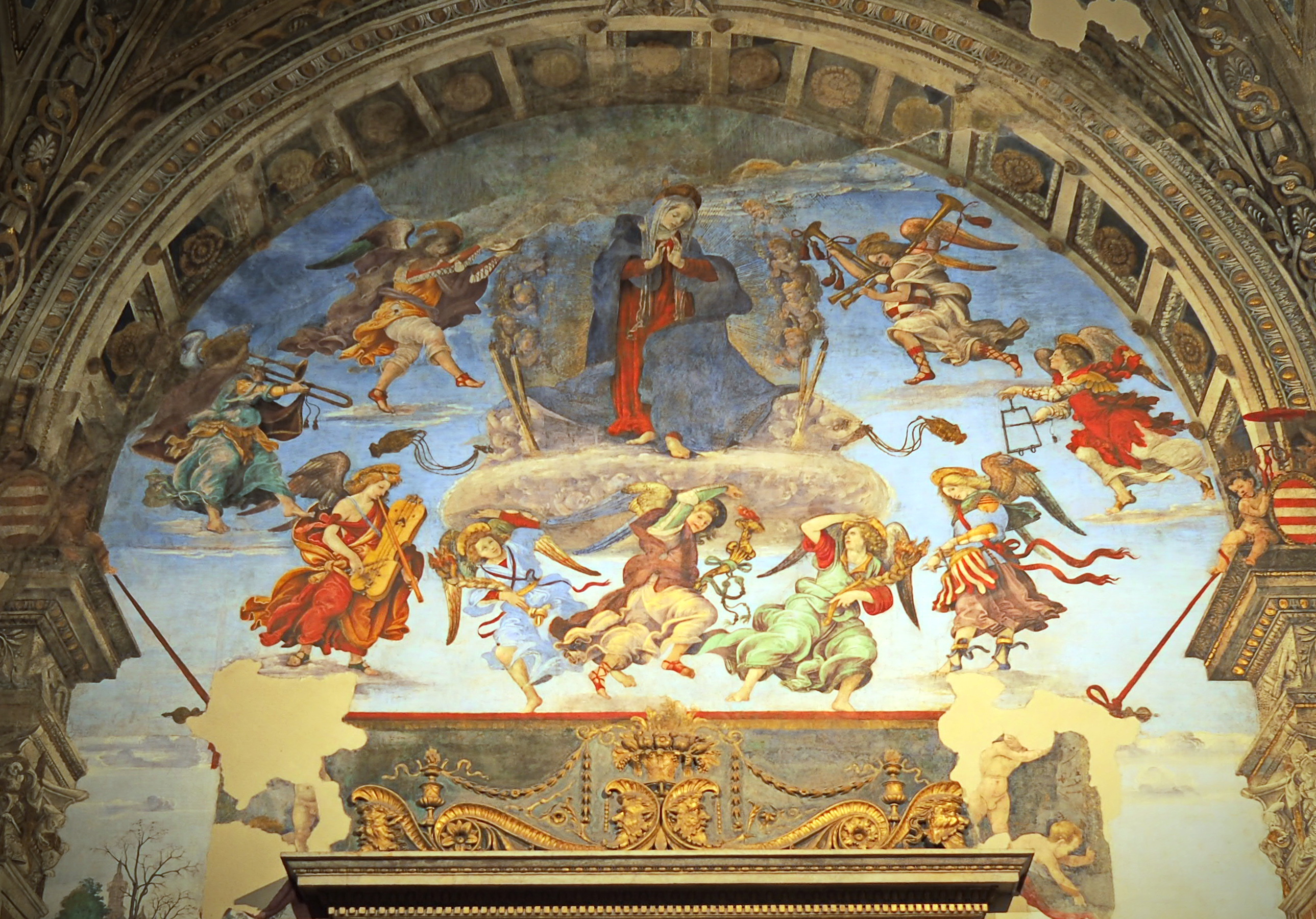
de Tenhemelopneming van Maria
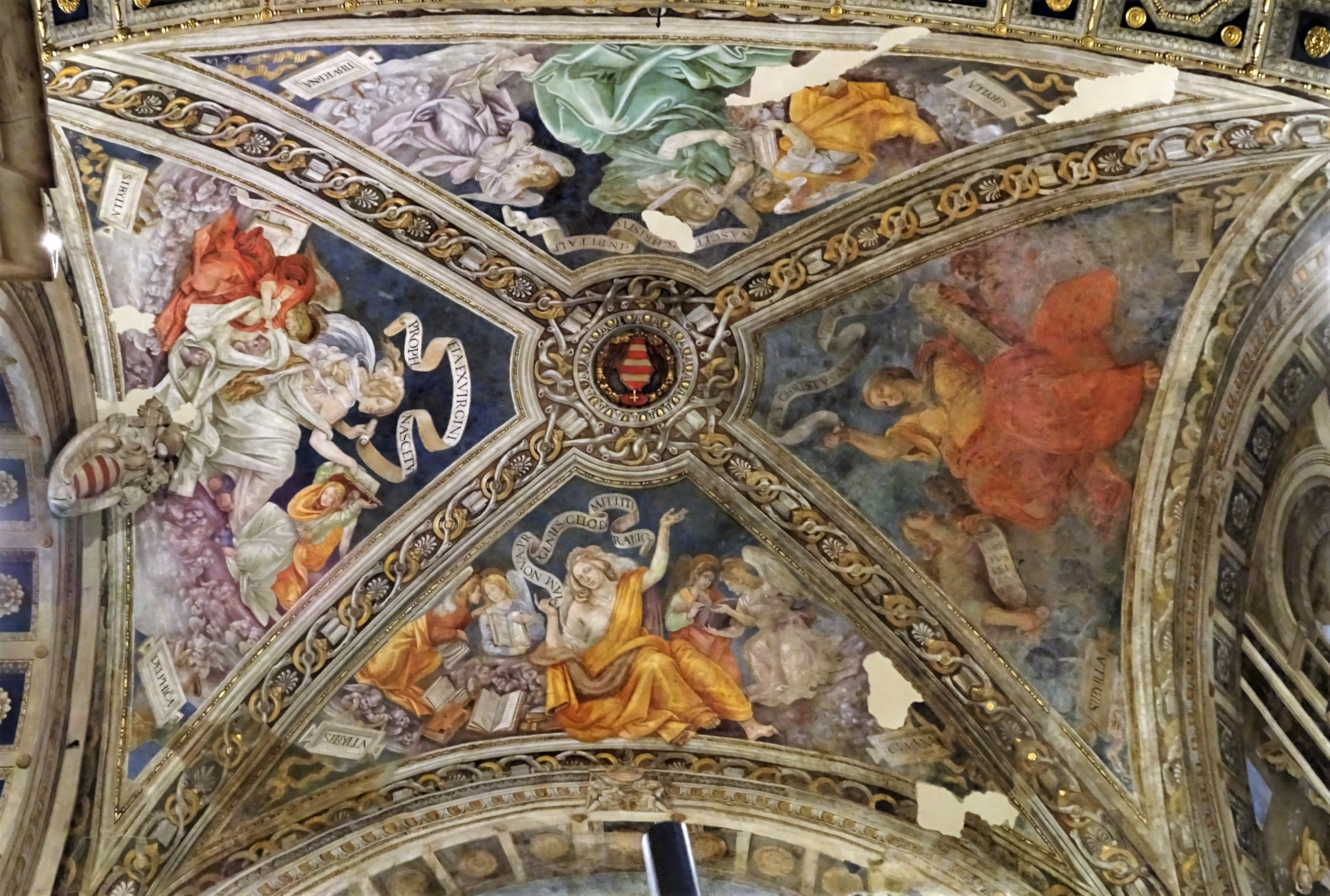
de Sibyllen op het gewelf
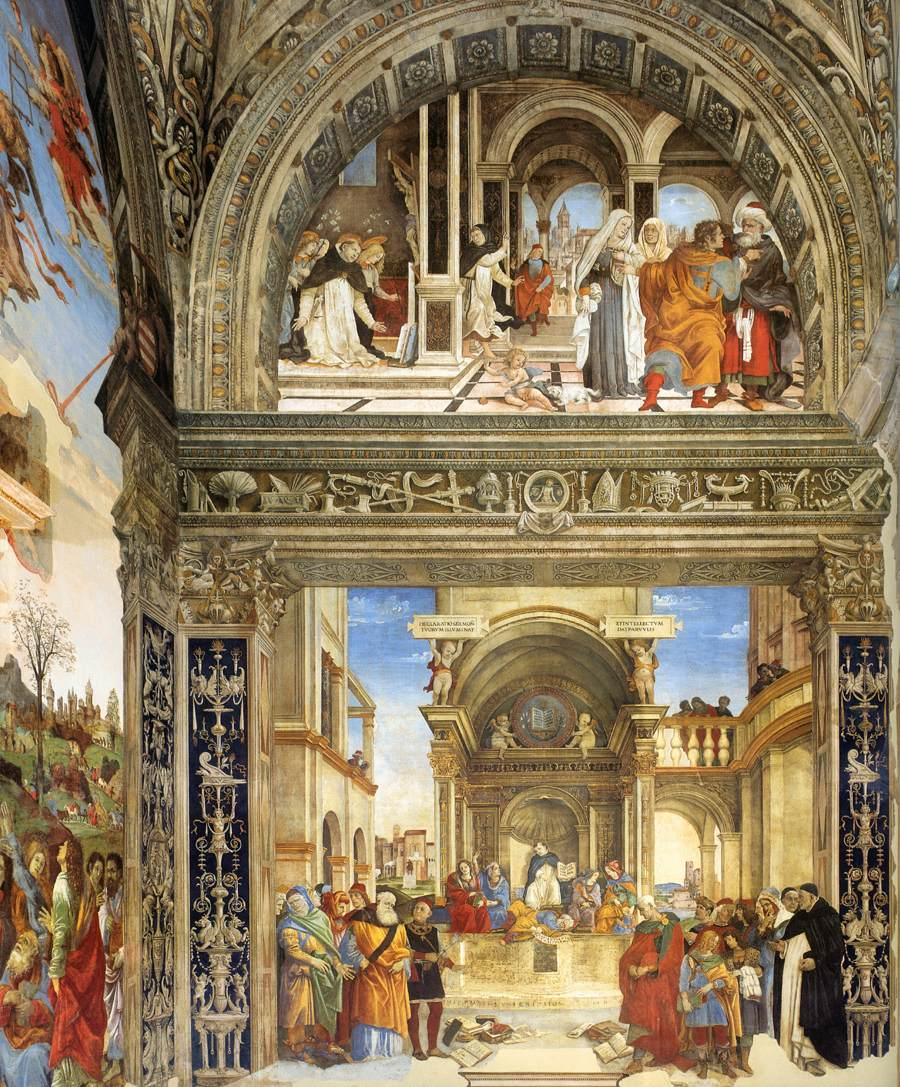
de rechter zijwand van de Carafa-kapel
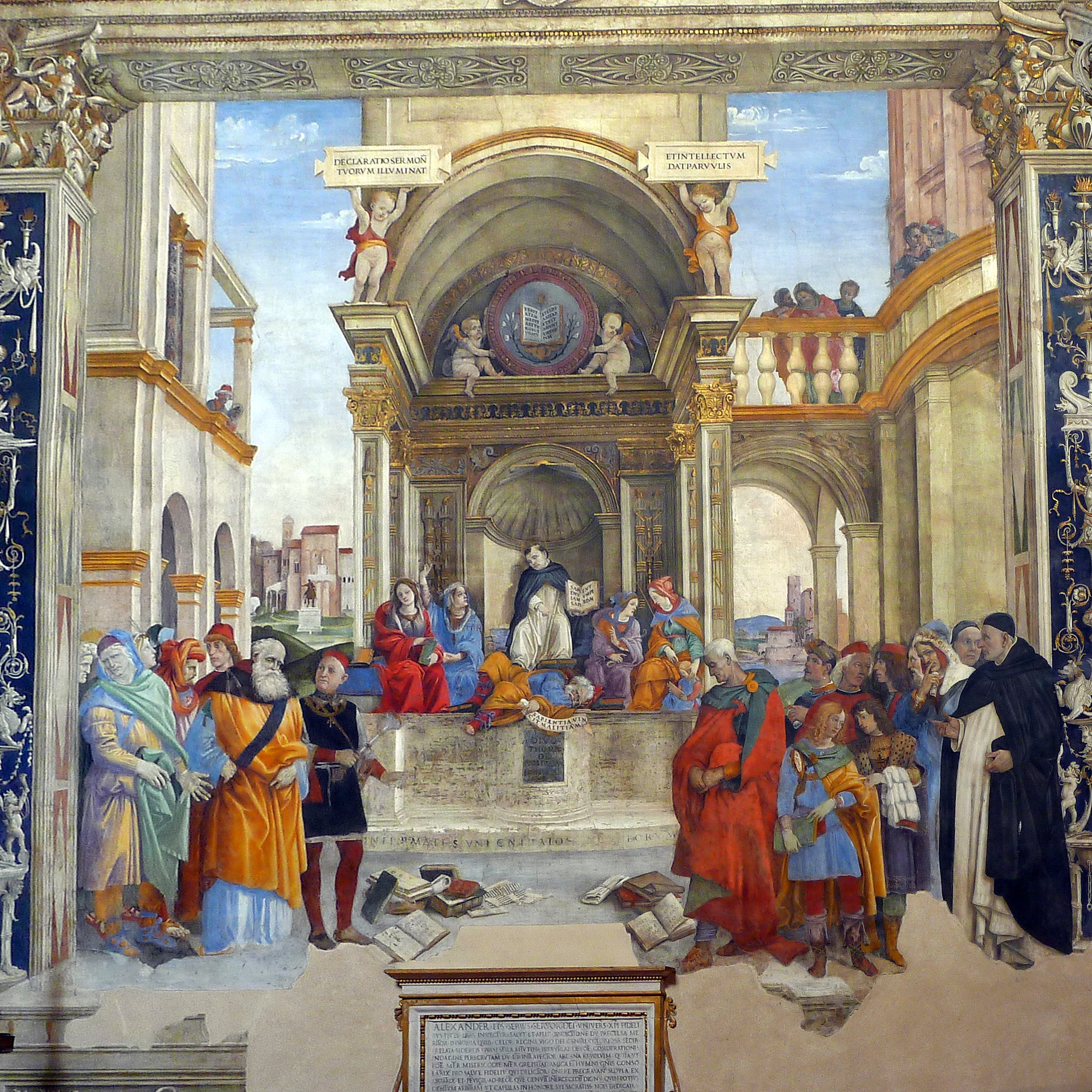
Thomas van Aquino veroordeelt de verkondigers van dwaalleer
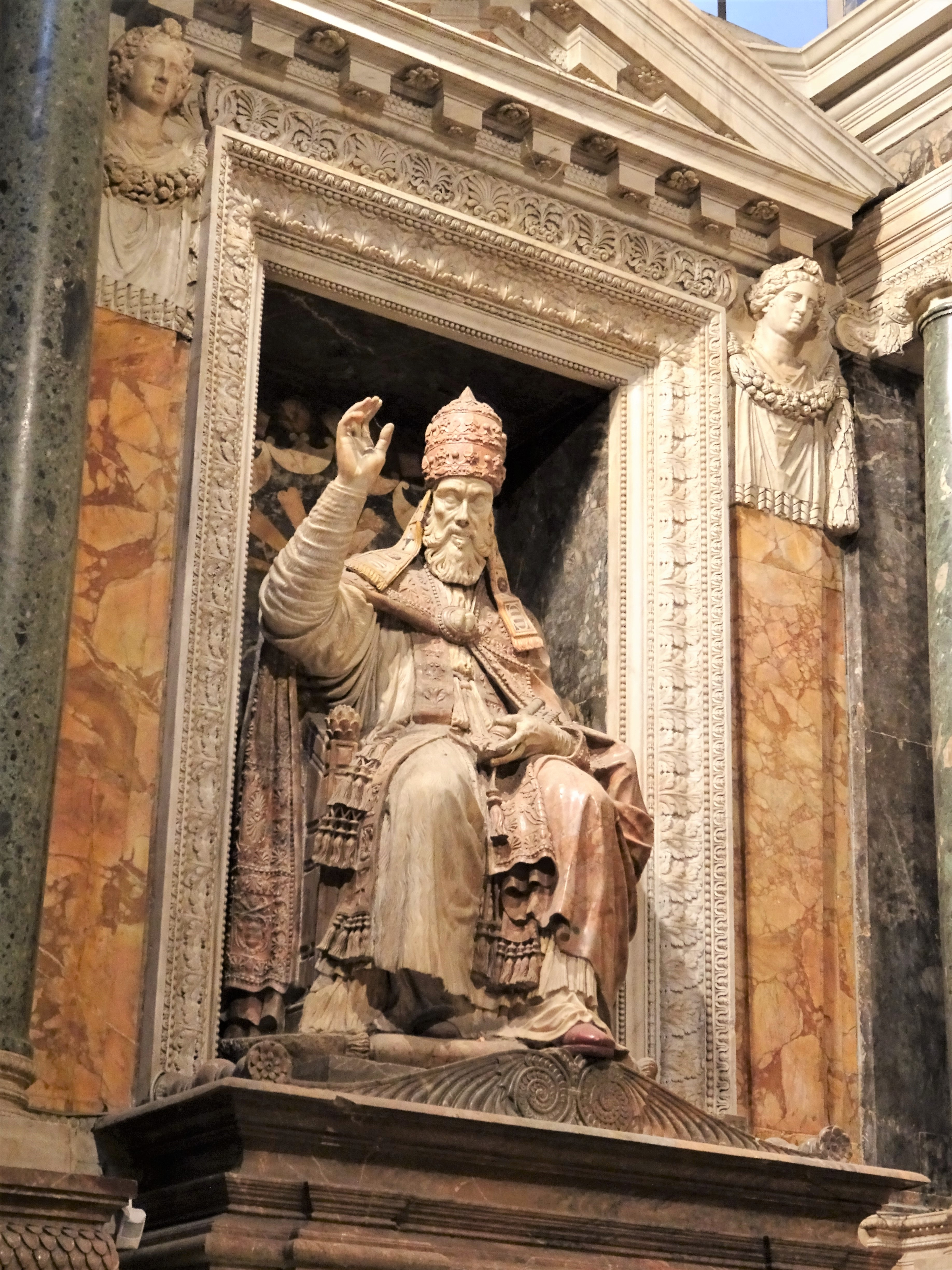
grafmonument van Paulus IV

De Carafa-kapel aan het rechter uiteinde van de dwarsbeuk is een belangrijke uiting  van de renaissancekunst in Rome. Ze werd op het einde van de 15de eeuw ingericht in opdracht van de Napolitaanse kardinaal en dominicaan Oliviero Carafa. Zoals te lezen is op de triomfboog aan de buitenzijde van de kapel is ze gewijd aan de Maagd Maria en de heilige Thomas van Aquino. Deze theoloog uit de 13de eeuw is het bekendste Italiaanse lid van de dominicanen, de orde waartoe de opdrachtgever behoorde. De fresco's zijn het werk van de Toscaanse schilder Filippino Lippi uit 1488-1493. 

### Achterwand
Het schilderij op de achterwand boven het altaar is uitgevoerd in fresco en omkaderd door vergulde stucco's. Links op dit altaarschilderij brengt de engel de Boodschap over aan Maria; de duif en de lichtstralen dalen op haar neer. Rechts beveelt Thomas van Aquino de geknielde Oliviero Carafa aan bij Maria. Links en rechts van het altaarschilderij staan apostelen bij het lege graf van Maria; verbaasd en devoot zien zij haar ten hemel opgenomen worden.
Het bovenste deel van de achterwand beeldt de Tenhemelopneming van Maria uit. Ze zweeft boven de wolken en wordt hemelwaarts gedragen door engelen die gehuld gaan in wapperende gewaden van verschillende kleuren. Zij voeren een vreugdevolle rondedans uit en luisteren het gebeuren op met muziek van hun bazuin, vedel, triangel en doedelzak. De drie engelen onderaan dragen sierlijke fakkels.

### Gewelf
Op het gewelf van deze kapel zijn vier sibillen afgebeeld, dit zijn profetessen uit de oudheid die onder goddelijke inspiratie de komst van de Verlosser zouden voorspeld hebben. Wapperende banderollen leggen hen uitspraken van Thomas van Aquino in de mond.

### Rechter zijwand
Bovenaan links op de rechter zijwand hoort de dominicaanse heilige Thomas van Aquino de goedkeuring van de gekruisigde Christus voor zijn theologische en filosofische geschriften: "Je hebt goed over mij geschreven, Thomas".  
In het tafereel daaronder zetelt Thomas van Aquino in een grote vrijstaande apsis als rechter, omringd door de personificaties van het Quadrivium: Grammatica, Rhetorica, Dialectica en Philosphia. Bestraffend wijst hij de dwaalleer terecht. 
Links op de voorgrond staan de terechtgewezen bedenkers van dwaalleren; hun geschriften liggen verstrooid op de grond, klaar om te worden vernietigd. Boven hen zien we in de verte het ruiterstandbeeld van keizer Marcus Aurelius dat toen nog werd beschouwd als dat van keizer Constantijn en nog stond opgesteld voor de Sint-Jan van Lateranen. Op de voorgrond staan rechts de volgelingen van Thomas van Aquino; in de twee jongemannen rechts vooraan herkent men Giovanni en Giulio de'Medici, de latere pausen Leo X en Clemens VIII. 
De omkaderende zwart-witte pilasters (eveneens in fresco) zijn rijkelijk gedecoreerd met grottesken, geïnspireerd door Nero's Domus Aurea dat op het einde van de 15de eeuw was herontdekt.

### Linker zijwand
Ook de linker zijwand was oorspronkelijk beschilderd met fresco's, maar die moesten in 1560 wijken voor het grafmonument van paus Paulus IV (1555-1559). Gian Pietro Carafa, zoals zijn wereldse naam luidde, was een neef van Oliviero Carafa en was eveneens dominicaan. 

## Andere zijkapellen

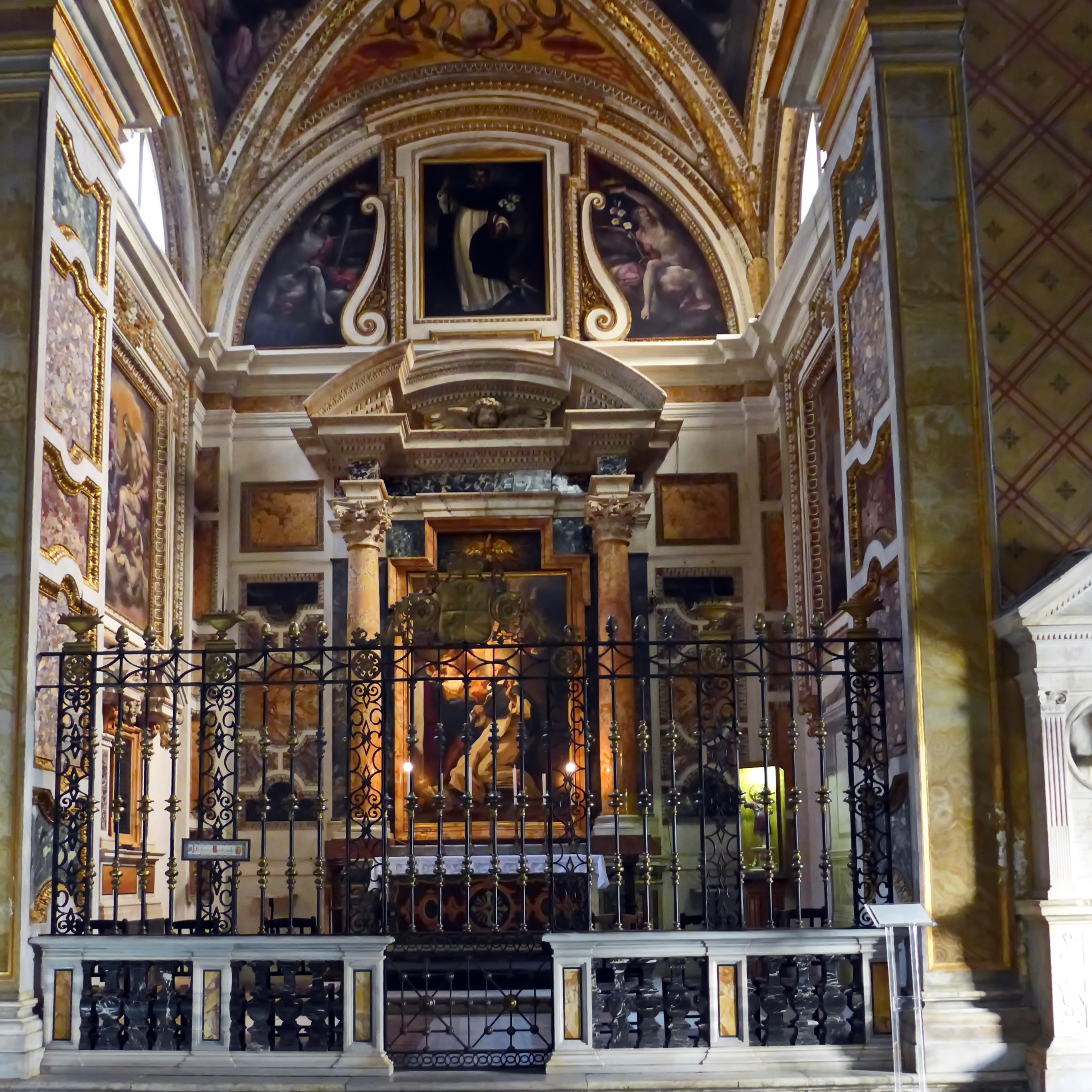
Cappella Cafarelli
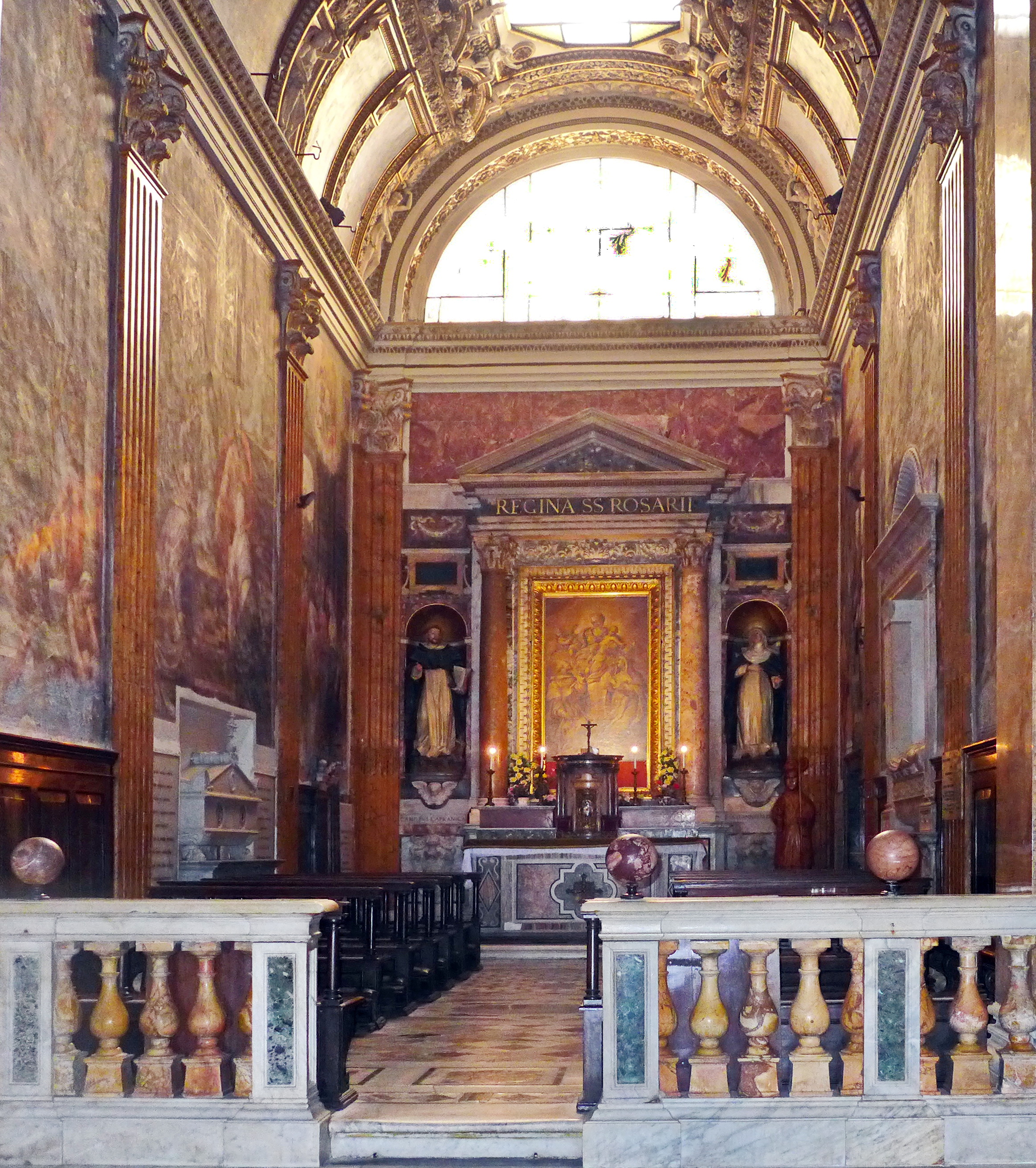
Cappella Capranica
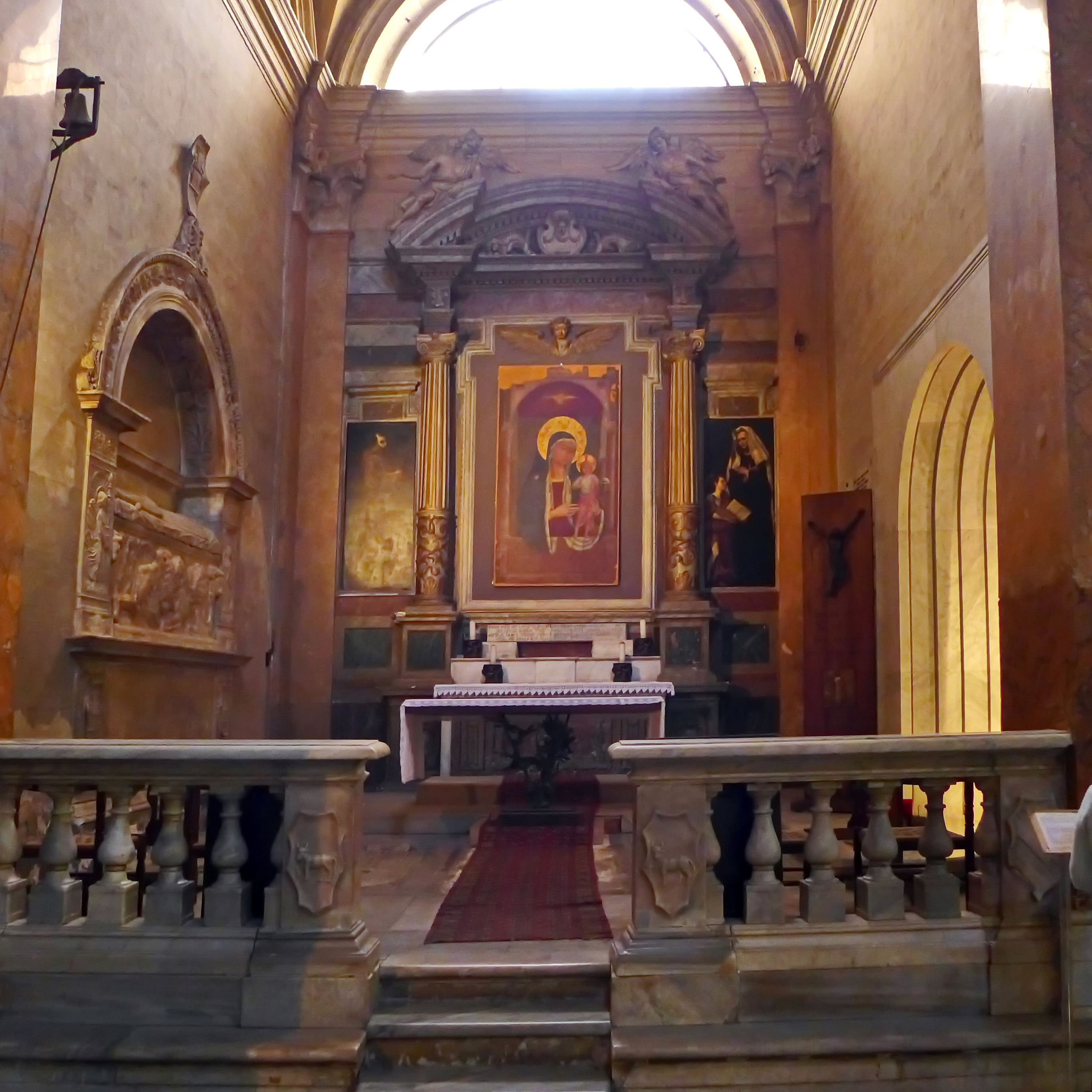
Cappella Frangipane
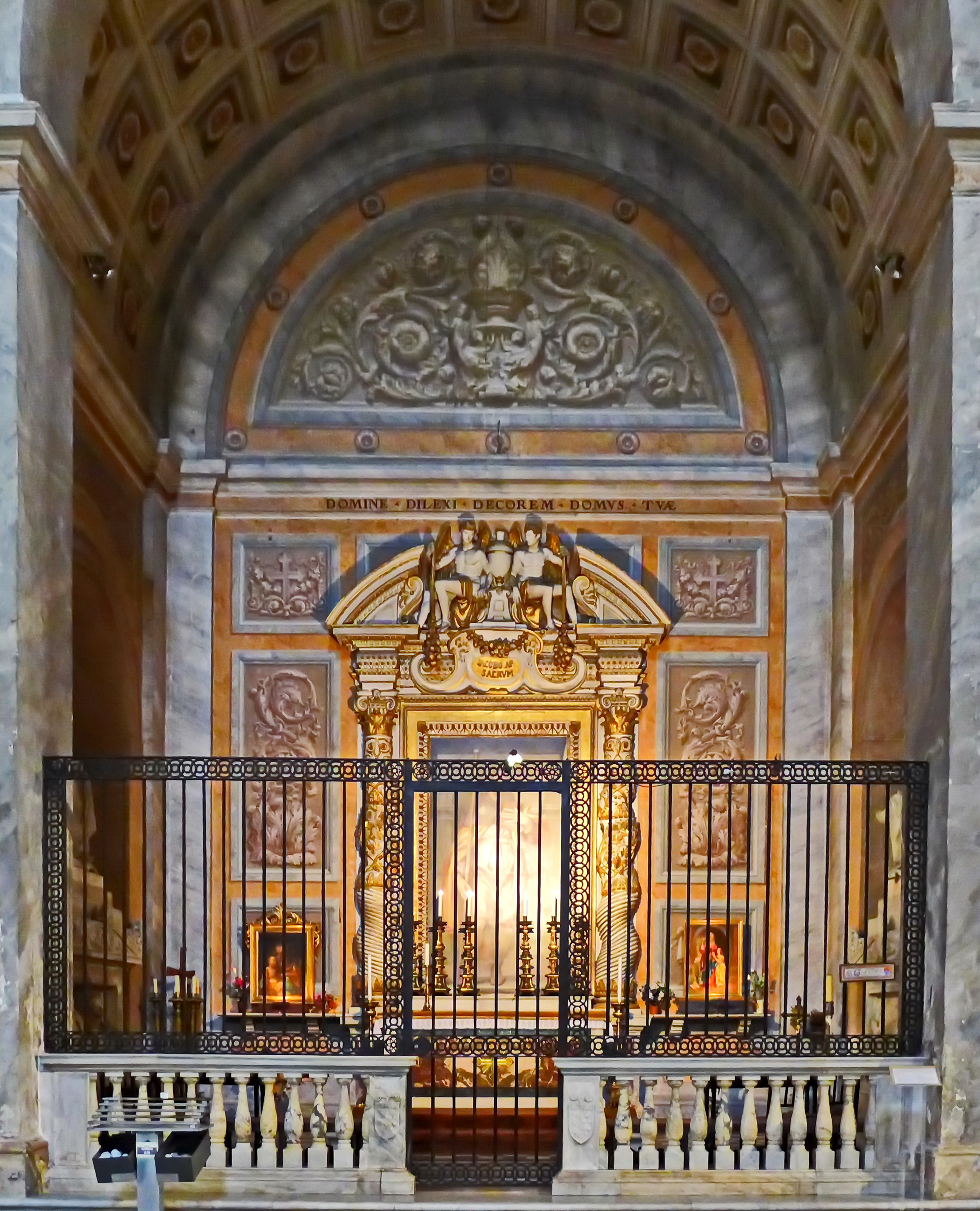
Cappella Lante della Rovere
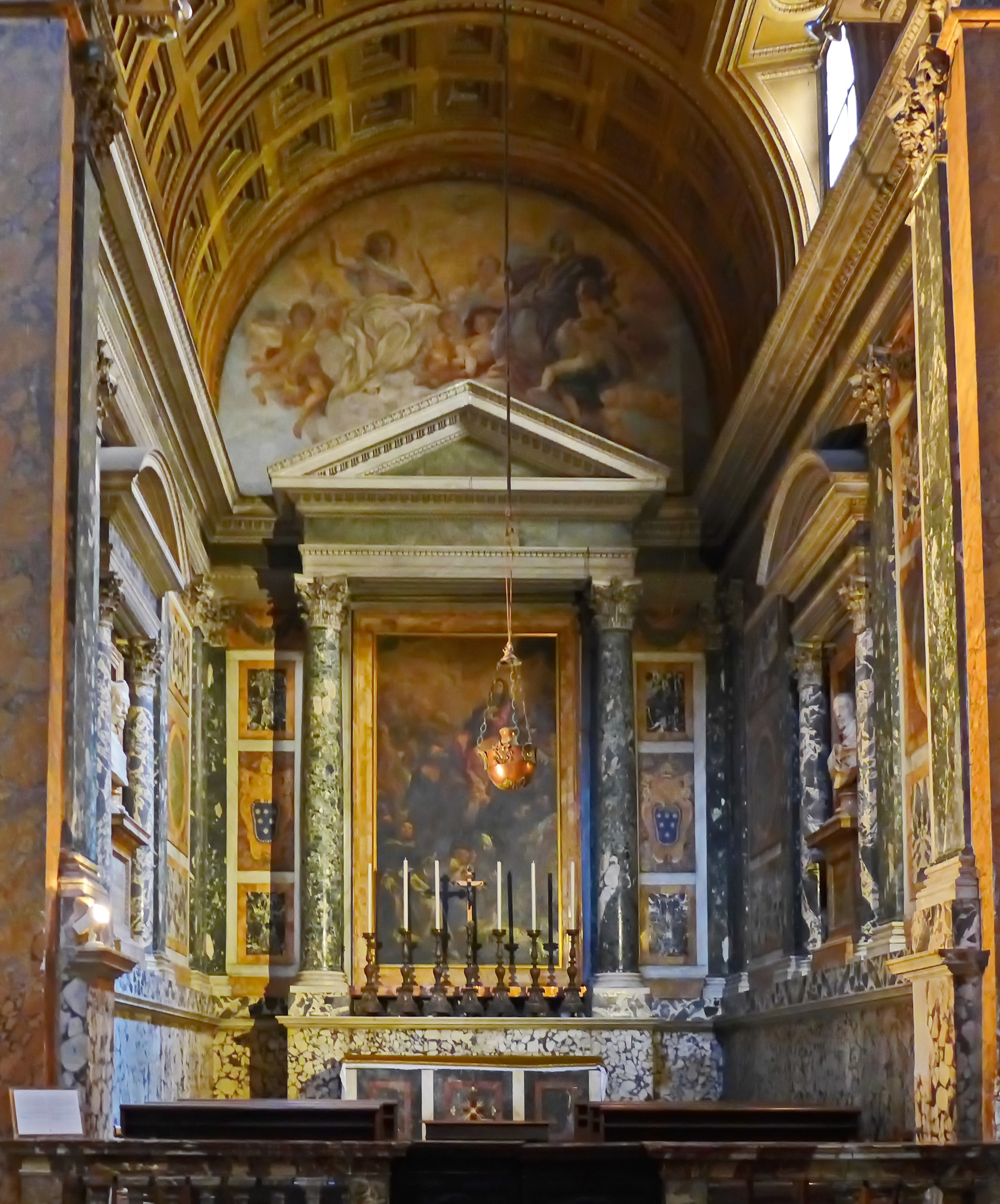
Cappella Ognissanti (Altieri)
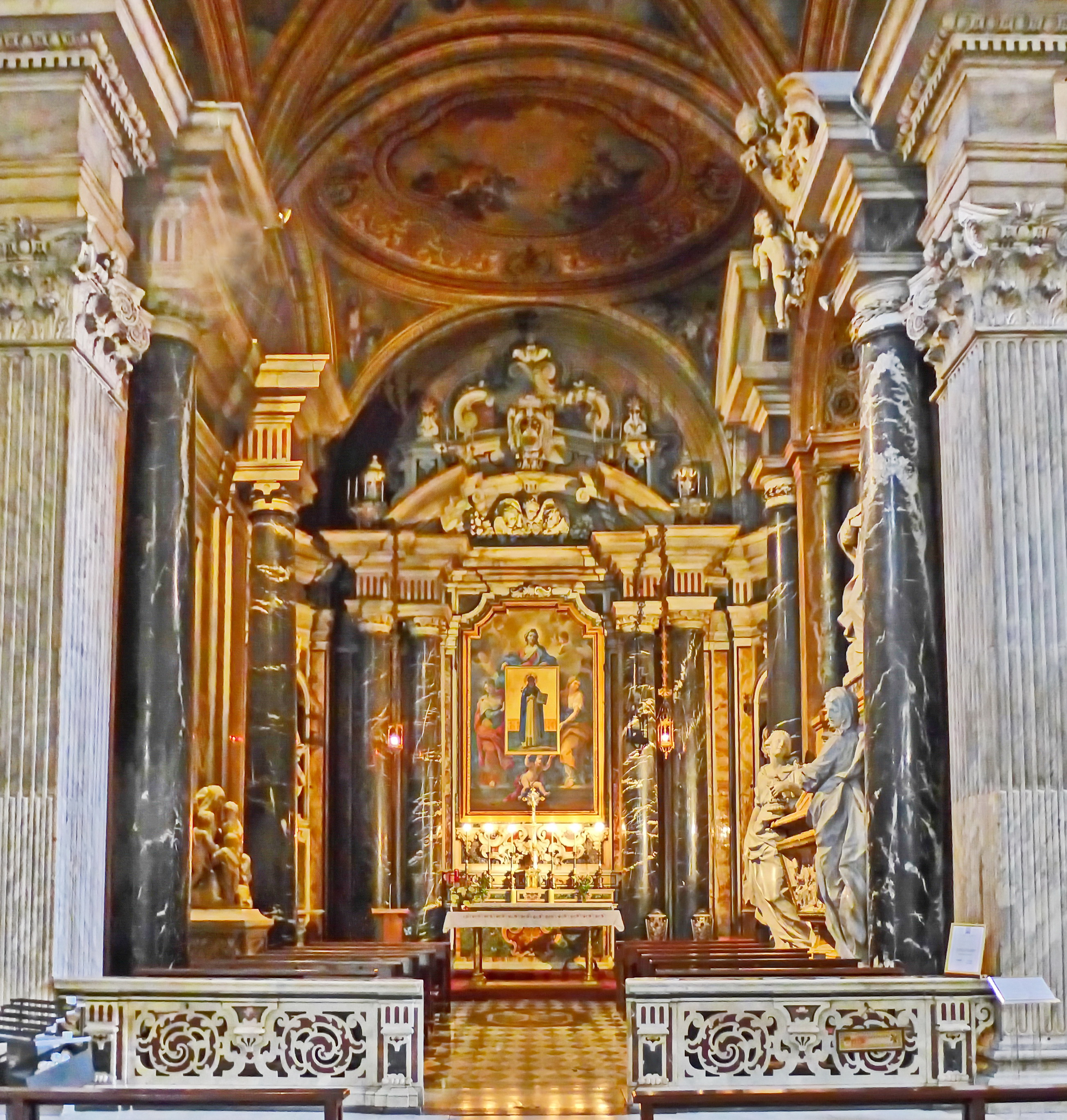
Cappella San Domenico

Andere interessante zijkapellen zijn:
- De Cappella dell'Annunziata (Kapel van de Boodschap aan Maria; 9 op het plan). Op het altaarschilderij gemaakt door Antoniazzo Romano (1499) staat de stichter van de Confraternità dell'Annunziata met enkele meisjes die hun bruidsschat aangereikt krijgen door Maria. Links het grafmonument van Urbanus VII, de paus die reeds 12 dagen na zijn verkiezing overleed (september 1590) en zijn erfenis naliet aan deze broederschap.
- De Cappella di San Raimondo di Peñafort. Tegen de rechtermuur staat het grafmonument van de bisschop Giovanni de Coca (sculptuur van Andrea Bregno) met daarboven Christus als rechter tussen twee engelen, een fresco van Melozzo da Forlì.
- Achter de sacristie (25 op het plan) bevinden zich de fresco's die Antoniazzo Romano en medewerkers in 1482 hebben aangebracht in de kamer waar Catherina van Siena in 1380 overleed. Deze kamer bevond zich in het klooster aan de huidige Piazza di Santa Chiara 14 en werd later overgebracht naar de huidige locatie.
- De kapel van San Domenico (26 op het plan), op het uiteinde van de linker zijbeuk. Dit is de grootste kapel van de basiliek. Ze is gewijd aan Domenicus (Domingo) de Guzmán, de heilig verklaarde stichter van de orde der dominicanen of predikheren. Tegen de rechter zijmuur van deze kapel bevindt zich het barokke grafmonument van paus Benedictus XIII die zelf ook behoorde tot deze orde. Het basreliëf op de sarcofaag stelt de lokale bisschoppensynode van 1725 voor die door deze paus werd voorgezeten.
- De kapel daarnaast (29 op het plan) is gewijd aan de heilig verklaarde paus Pius V.

## Grafmonumenten

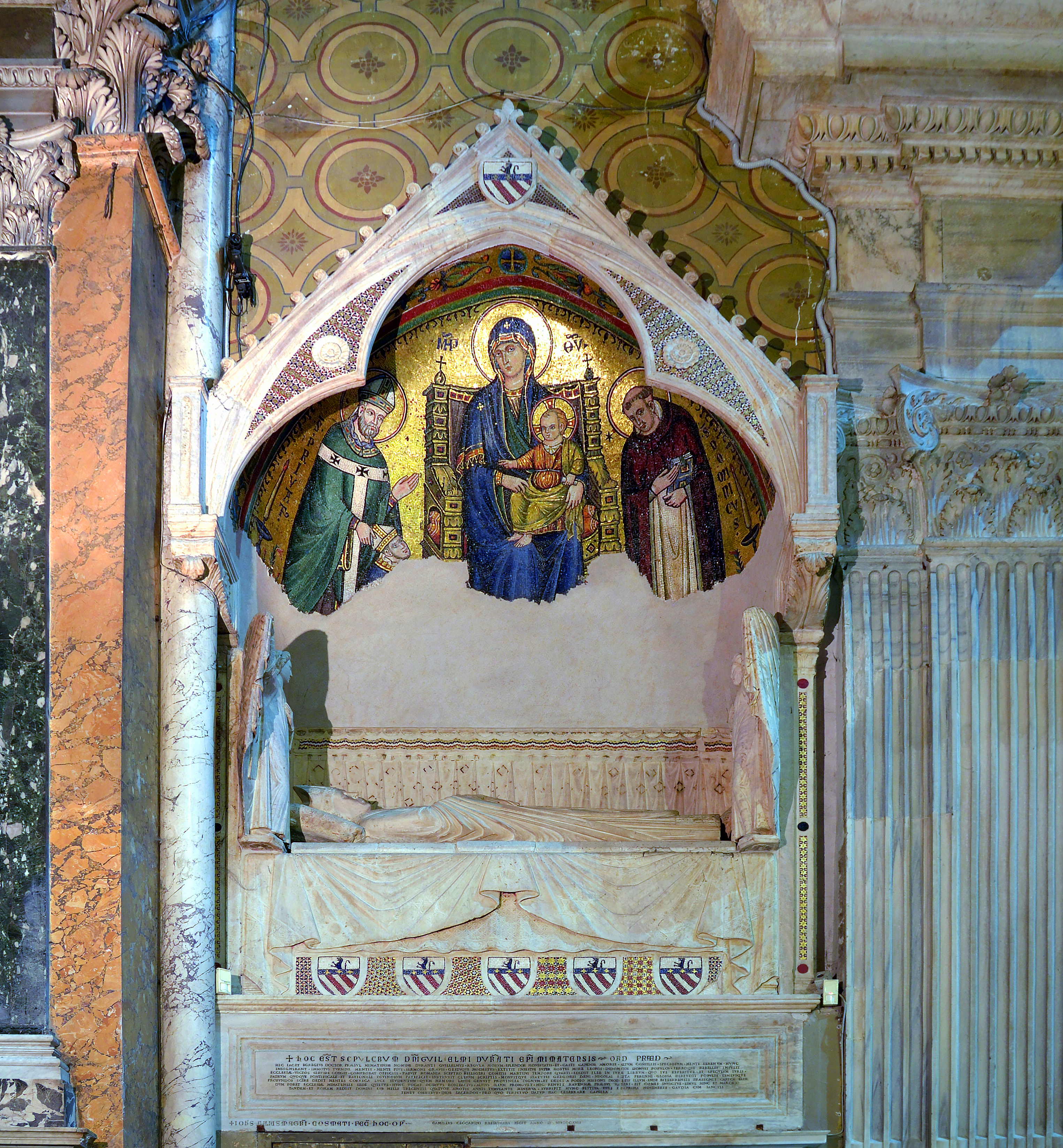
grafmonument van bisschop Guglielmo Durand
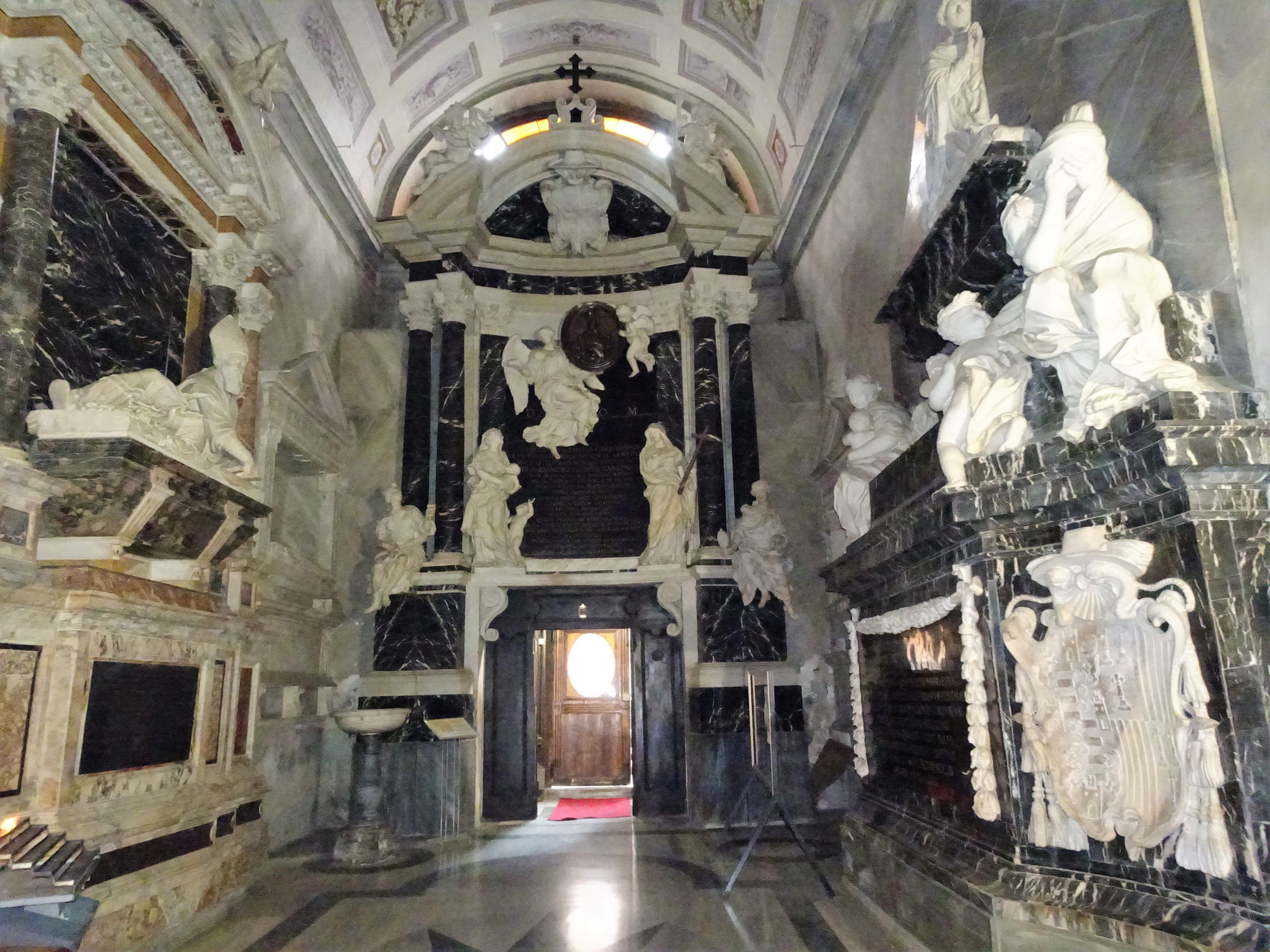
grafmonumenten in de vestibule
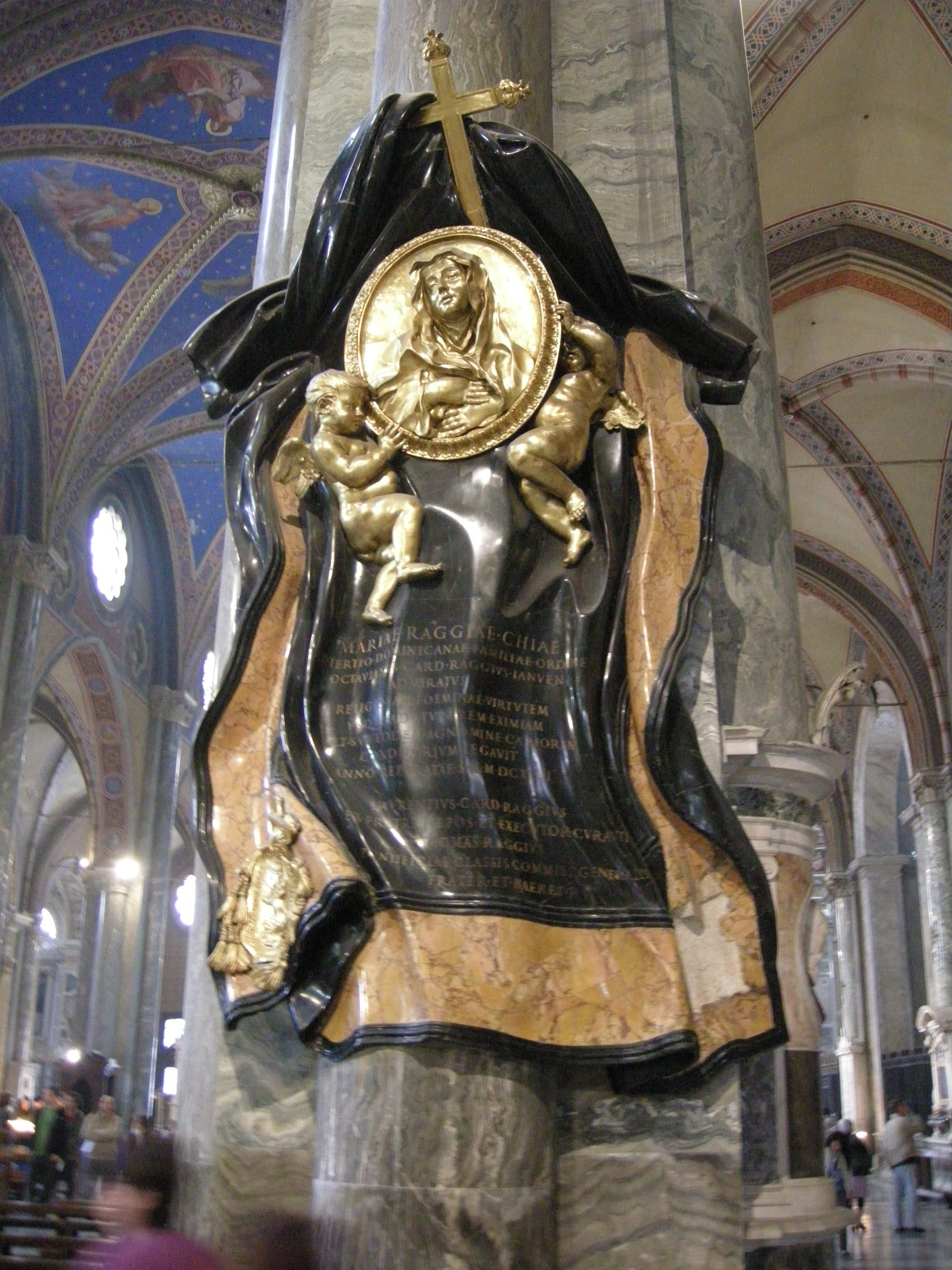
cenotaaf van Maria Raggi
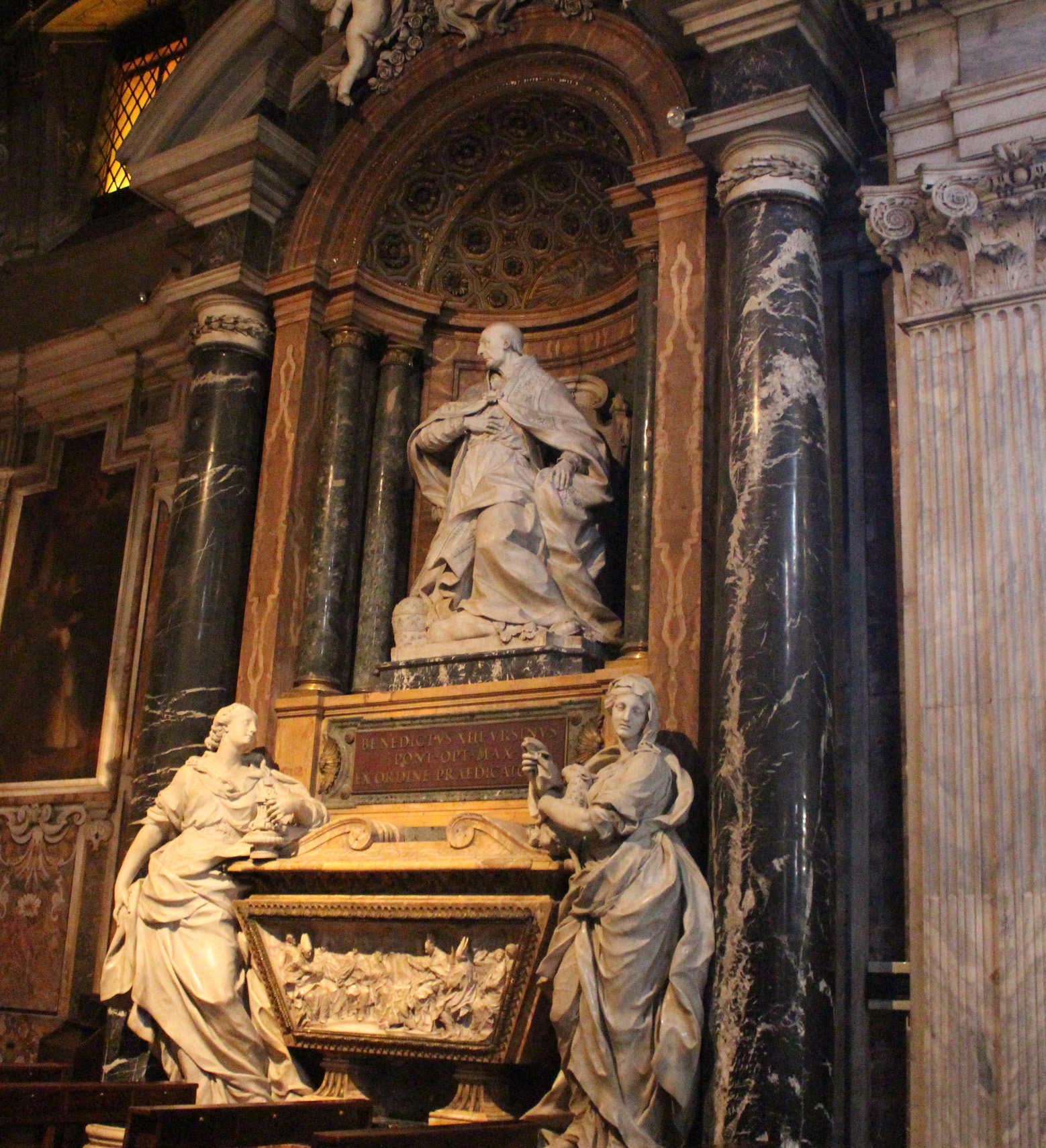
grafmonument van paus Benedictus XIII

Behalve het grafmonument van Catharina van Siena onder het hoofdaltaar bevinden zich in deze kerk nog meer dan 200 andere grafmonumenten van voorname Romeinen. Tot aan het begin van de 19de eeuw was het immers toegelaten om overledenen in een kerk te begraven. De belangrijkste grafmonumenten zijn: 
- links van de Cappella Carafa: het gotische grafmonument uit 1296 voor bisschop Guglielmo Durand (16 op het plan), met daarboven een mozaïek met een tronende Maria met Kind tussen twee heiligen en de knielende afgestorvene.
- in de vestibule (23 op het plan) waar in de 17de eeuw een aantal witmarmeren barokmonumenten werden ondergebracht die fel contrasteren met de zwartmarmeren achtergrond. Tegen de linker zijmuur is het graf van Michele Bonelli, de kardinaal die op het einde van de 16de eeuw de woonwijk Quartiere Alessandrino heeft aangelegd bovenop de keizerfora uit de oudheid.
- Links vooraan in de vestibule is de grafsteen  van de de dominicaan Fra Angelico, geboren in 1395 met de naam Giovanni da Fiesole. Hij is bekend als schilder van o.a. de kloostercellen in het San Marcoklooster in Firenze. Hij bracht de laatste jaren van zijn leven door in het dominicaner klooster naast deze basiliek waar hij overleed in 1455. In 1982 werd hij zalig verklaard, vandaar dat hij ook Beato Angelico wordt genoemd. De grafsteen uit 1455 is vermoedelijk het werk van Isaia da Pisa.
- het graf van Andrea Bregno (28 op het plan), de 15de-eeuwse beeldhouwer die heel wat kunstwerken in deze kerk vervaardigde.
- het monument voor de kloosterlinge Maria Raggi tegen de voorlaatste zuil links (30 op het plan). Gian Lorenzo Bernini voerde deze cenotaaf in 1647 uit in zwierige barokstijl. Zwart en geel marmer lijken te wapperen als lakens, versierd met verguld brons. Twee engelen dragen de tondo met de voorstelling van de afgestorvene.

Ook vijf pausen hebben in deze basiliek hun graf gekregen: 
- paus Urbanus VII (1590) op de linker zijmuur van de Cappella dell'Annunziata (9 op het plan);
- paus Paulus IV (1555-1559) in de Carafa-kapel;
- paus Leo X (1513-1521) in het presbyterium;
- paus Clemens VII (1524-1539) eveneens in het presbyterium;
- paus Benedictus XIII (1724-1730) in de Cappella di San Domenico (26 op het plan).

## Het klooster

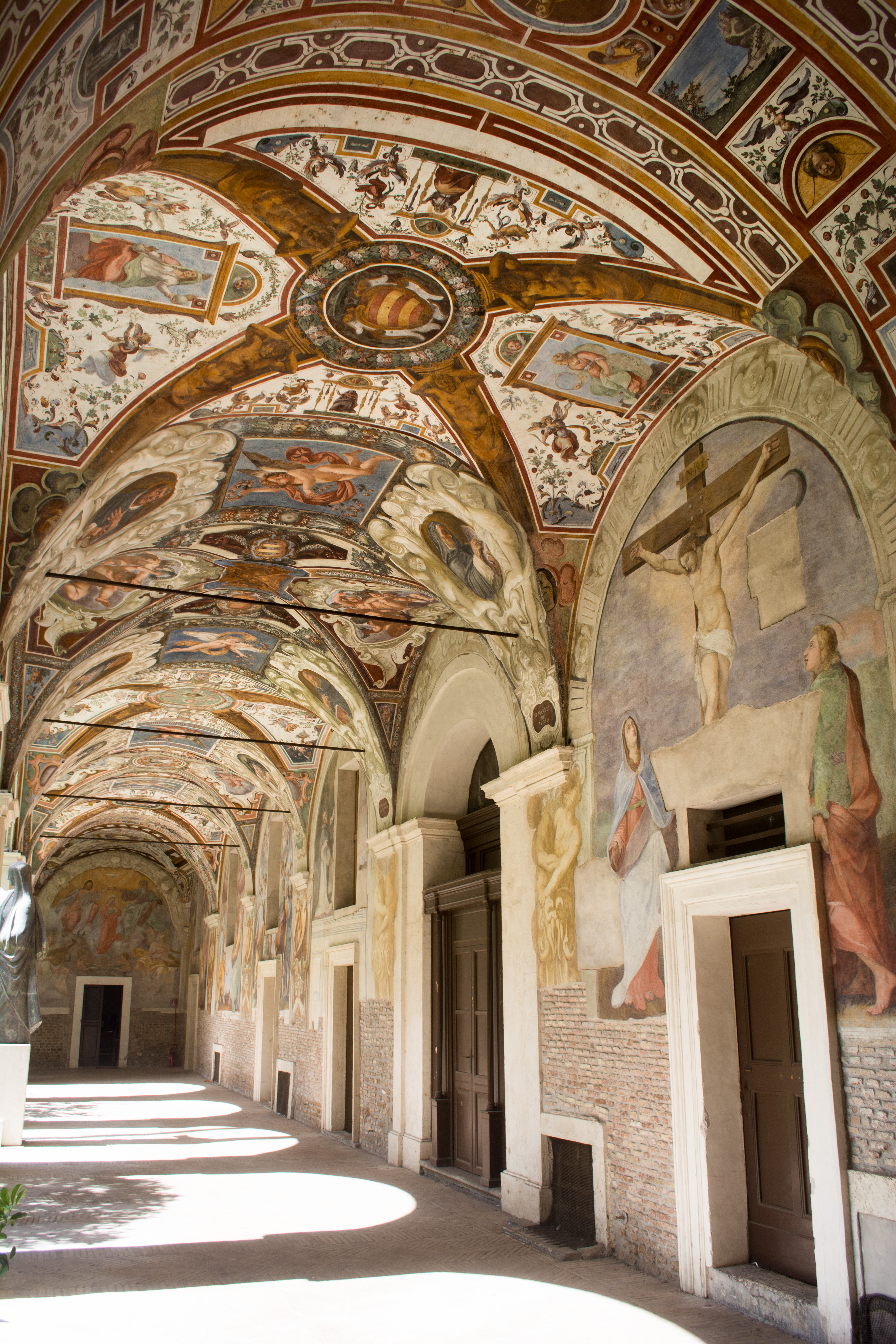
kloostergang

Links van de basiliek bevindt zich het klooster van de dominicanen. Aanvankelijk was deze kloostergemeenschap afhankelijk van het eerder gestichte dominicaner klooster in Rome bij de Santa Sabina, maar uiterlijk vanaf 1287 was het zelfstandig. De huidige kloostergebouwen werden opgericht in 1559-1566; de fresco's op de gewelven en op de muren dateren van het begin van de 17de eeuw. Het kloostergebouw besloeg oorspronkelijk het volledige huizenblok tussen de Piazza della Minerva, de Via del Seminario en de Via di Sant'Ignazio.  
In 1577 werd in deze kloostergebouwen het opleidingscentrum voor de Italiaanse dominicanen ondegerbracht, dat later werd opgevolgd door het "Angelicum", de pauselijke universiteit San Tomasso d'Aquino.
Tijdens de Franse bezetting van Rome (1797-1814) werd het klooster in beslag genomen en gebruikt als legerkazerne,waarbij het zware schade opliep. Na een tijdelijke terugkeer van de monniken werd het kloostergebouw in 1871 onteigend door de Italiaanse staat, die nog steeds de eigenaar is van het grootste gedeelte van de gebouwen. In 1929 kregen de dominicanen opnieuw enkele lokalen van het klooster toegekend om hen toe te laten de basiliek te bedienen. In de oostelijke vleugel van het vroegere geheel, langs de Via di Sant'Ignazio, is de historische Biblioteca Casanatense ondergebracht.  
Dit klooster kan slechts uitzonderlijk worden bezocht. Momenteel leven er nog een twintigtal kloosterlingen. 
De orde der dominicanen of predikheren was in het begin van de 13de eeuw in Spanje gesticht ter bestrijding van de dwaalleer. Tijdens de contrareformatie in de 16de eeuw wierpen zij zich ook in Italië op als rechters in het kader van de inquisitie; die taak werd hen officieel toegekend door het Concilie van Trente (1563). Het is in dit klooster dat de processen van de inquisitie doorgingen; tot de bekendste beschuldigden behoren Giordano Bruno die in 1600 werd veroordeeld tot de brandstapel en Galileo Galilei die zich in 1633 verplicht zag zijn overtuiging van het heliocentrisme af te zweren. 

## Wetenswaardigheden
- In deze kerk zijn twee conclaven doorgegaan die resulteerden in de keuze van paus Eugenius IV in 1431 en van paus Nicolaas V in 1447.
- Verbonden aan deze kerk was destijds de Broederschap van Maria-Boodschap (Confraternità dell'Annunziata): een religieuze vereniging van 200 burgers die als doel had om meisjes van behoeftige families een bruidsschat  te schenken, om te voorkomen dat zij in de prostitutie zouden terechtkomen. Deze broederschap werd opgericht in 1460 en bestond tot in 880.
- Tijdens de bezetting van Rome door nazi-Duitsland (10 september 1943 tot 4 juni 1944) bood deze kerk een schuilplaats aan joden en antifascisten die gevaar liepen te worden opgepakt. Zij werden verborgen gehouden in de ruimte tussen de stenen kruisgewelven boven het middenschip en het veel hogere dakgebinte.
- Op het plein voor de kerk staat het beroemde beeld van het Olifantje van Bernini, de Pulcino della Minerva, waarop een antieke obelisk is geplaatst. Deze obelisk werd in 1655 ontdekt in de kloostertuin van de dominicanen en was in de oudheid  overgebracht vanuit Egypte om de Tempel van isis en Serapis te sieren.
- In deze kerk ging in 1973 de begrafenismis door van de actrice Anna Magnani. De plechtigheid werd bijgewoond door een menigte van duizenden mensen in de basiliek en op het plein.
- De laatste restauratie van deze kerk dateert van 2022.

## Geraadpleegde informatie
- (it) Touring club italiano. (1993). Roma. Il Touring club, Milano. ISBN 88-365-0508-2. pp. 390-393.
- (it) LUCENTINI, MAURO, La grande guida di Roma : per chi ama la città eterna e vuole conoscerla meglio in poco tempo. Newton & Compton, Roma (1999). ISBN 88-8289-053-8. pp. 105-108.
- La Basilica di Santa Maria sopra Minerva, Genova (2001), 48 pp.
- Officiële website van de Santa Maria sopra Minerva
- https://www.info.roma.it/monumenti_dettaglio.asp?ID_schede=179
- http://ricerca.archiviodistatoroma.beniculturali.it/OpacASRoma/authority/IT-ASROMA-EACCPF0001-000204#n

Sant'Agnese fuori le mura · 
Sant'Agnese in Agone · 
Sant'Agostino · 
Sant'Alberto Magno · 
Basilica di Santa Anastasia · 
Sant'Andrea al Quirinale · 
Sant'Andrea delle Fratte · 
Sant'Andrea della Valle · 
Sant'Andrea in Via Flaminia · 
Sant'Angela Merici · 
Santi Angeli Custodi a Città Giardino · 
Sant'Anselmo all'Aventino · 
Sant'Antonio da Padova all'Esquilino · 
Sant'Antonio da Padova in Via Tuscolana · 
Sant’Antonio di Padova a Circonvallazione Appia · 
Sant'Antonio in Campo Marzio · 
Sant'Apollinare alle Terme Neroniane-Alessandrine · 
Sant'Atanasio · 
Sant'Atanasio a Via Tiburtina · 
Santi Aquila e Priscilla · 
Santa Balbina · 
San Bernardo alle Terme · 
Santi Bonifacio e Alessio · 
San Callisto · 
San Camillo de Lellis · 
San Carlo ai Catinari · 
San Carlo al Corso · 
Basiliek van Santa Cecilia in Trastevere · 
San Cesareo in Palatio · 
Santa Chiara a Vigna Clara · 
San Clemente · 
San Corbiniano · 
Santi Cosma e Damiano in Via Sacra · 
San Crisogono · 
Santa Croce in Gerusalemme · 
Santa Croce in Via Flaminia · 
Sacro Cuore di Cristo Re · 
Sacro Cuore di Gesù · 
Sacro Cuore di Gesù agonizzante a Vitinia · 
Dio Padre Misericordioso · 
Santi XII Apostoli · 
San Domenico di Guzman · 
Santi Domenico e Sisto · 
Sant'Elena fuori Porta Prenestina · 
Sant'Eligio dei Ferrari · 
Sant'Emerenziana a Tor Fiorenza · 
Sant'Eugenio · 
Sant'Eusebio · 
Santi Fabiano e Venanzio a Villa Fiorelli · 
San Felice da Cantalice a Centocelle · 
Santa Francesca Romana · 
San Francesco a Ripa · 
San Francesco di Paola ai Monti · 
Friezenkerk · 
San Frumenzio ai Prati Fiscali · 
Il Gesù · 
Gesù Divino Lavoratore · 
San Giacomo in Augusta · 
San Gioacchino ai Prati di Castello · 
Santi Gioacchino e Anna al Tuscolano · 
San Giovanni a Porta Latina · 
San Giovanni Bosco in via Tuscolana · 
San Giovanni Crisostomo a Monte Sacro Alto · 
San Giovanni dei Fiorentini · 
Santi Giovanni e Paolo · 
Santi Giovanni Evangelista e Petronio · 
San Giovanni Maria Vianney · 
San Girolamo dei Croati · 
San Giuliano Martire · 
San Giustino · 
Gran Madre di Dio · 
San Gregorio Magno al Celio · 
San Gregorio Magno alla Magliana Nuova · 
San Gregorio VII · 
Sant'Ignazio · 
Sint-Jan van Lateranen · 
Sint-Juliaan-der-Vlamingen · 
San Leonardo da Porto Maurizio · 
San Leone I · 
San Liborio · 
San Lorenzo in Damaso ·  
San Lorenzo in Lucina · 
San Lorenzo in Panisperna · 
San Luca a Via Prenestina · 
San Luigi dei Francesi · 
Santuario della Madonna del Divino Amore · 
Madonna dell'Archetto - 
Santi Marcellino e Pietro · 
San Marcello al Corso · 
San Marco · 
Santa Maria ai Monti · 
Santa Maria Ausiliatrice in Via Tuscolana · 
Santa Maria Consolatrice al Tiburtino · 
Santa Maria degli Angeli e dei Martiri · 
Santa Maria dei Miracoli en Santa Maria in Montesanto · 
Santa Maria dell'Anima · 
Santa Maria della Pace · 
Santa Maria della Salute a Primavalle · 
Santa Maria della Scala · 
Santa Maria della Vittoria · 
Santa Maria delle Grazie a Via Trionfale · 
Santa Maria del Popolo · 
Santa Maria del Suffragio · 
Santa Maria di Monserrato · 
Santa Maria Domenica Mazzarello · 
Santa Maria Goretti · 
Santa Maria Immacolata a Grottarossa · 
Santa Maria in Aquiro · 
Santa Maria in Aracoeli · 
Santa Maria in Campitelli · 
Santa Maria in Cappella · 
Santa Maria in Domnica · 
Santa Maria in Transpontina · 
Santa Maria in Trastevere · 
Santa Maria in Trivio · 
Santa Maria in Vallicella · 
Santa Maria in Via · 
Santa Maria in Via Lata · 
Santa Maria Liberatrice a Monte Testaccio · 
Santa Maria Madre della Providenza a Monte Verde · 
Santa Maria Madre del Redentore a Tor Bella Monaca · 
Basiliek van Santa Maria Maggiore · 
Santa Maria Regina degli Apostoli alla Montagnola · 
Santa Maria Regina Mundi a Torre Spaccata · 
Santa Maria sopra Minerva · 
Santa Beata Maria Vergine Addolorata a piazza Buenos Aires · 
San Martino ai Monti · 
Natività di Nostro Signore Gesù Cristo a Via Gallia · 
Santi Nereo e Achilleo · 
San Nicola in Carcere · 
Santissimo Nome di Maria al Foro Traiano · 
Nostra Signora del Sacro Cuore · 
Ognissanti in Via Appia Nuova · 
Sant'Onofrio · 
Sint-Pancratiusbasiliek · 
Pantheon (Rome) · 
San Patrizio ·
Sint-Anna in Lateranen ·
Sint-Paulus buiten de Muren · 
Sint-Pietersbasiliek · 
Santi Pietro e Paolo a Via Ostiense · 
San Pietro in Montorio · 
San Pietro in Vincoli · 
Santa Prassede · 
Preziosissimo Sangue di Nostro Signore Gesù Cristo · 
Santa Prisca · 
Santa Pudenziana · 
Santi Quattro Coronati · 
Santi Quirico e Giulitta · 
Santissimo Redentore e Sant'Alfonso in Via Merulana · 
Santa Sabina · 
San Salvatore in Lauro · 
Sint-Sebastiaan buiten de Muren · 
San Silvestro in Capite · 
Santi Simone e Giuda Taddeo a Torre Angela · 
Sixtijnse Kapel · 
Santa Sofia a Via Boccea · 
Santa Susanna · 
Tempietto van San Pietro in Montorio · 
Santa Teresa al Corso d’Italia · 
Trinità dei Monti · 
Sant’Ugo · 
Beata Vergine Maria del Monte Carmelo a Mostacciano · 
Basilica di San Vitale